# Concours Eurovision de la chanson 2017
Vous lisez un « bon article » labellisé en 2017.
Celebrate diversity
- Pays participants qualifiés pour la finale
- Pays participants éliminés en demi-finale
- Pays ayant participé dans le passé

Stockholm 2016 Lisbonne 2018
Le Concours Eurovision de la chanson 2017 est la 62e édition du Concours. Il a lieu les 9, 11 et 13 mai 2017 au Centre d'exposition international de Kiev, en Ukraine, à la suite de la victoire de Jamala au Concours 2016 avec la chanson 1944. C'est la deuxième fois que le pays accueille le Concours, après 2005. Quarante-deux pays participent à cette édition dont le slogan est Celebrate diversity (en français Célébrez la diversité).
Cette édition est remportée par Salvador Sobral, représentant le Portugal, avec sa chanson Amar pelos dois, remportant 758 points. C'est la première fois de l'histoire du Concours que le Portugal l'emporte.
La Bulgarie et la Moldavie réalisent toutes deux leur meilleur placement en arrivant respectivement deuxième avec 615 points et troisième avec 374 points. La Belgique et la Suède complètent le Top 5.

## Préparation du Concours
À la suite de la victoire ukrainienne au Concours 2016, l'édition 2017 a lieu en Ukraine. Les préparations commencent dès la conférence de presse de victoire de Jamala, dans la nuit du 14 au 15 mai 2016, lorsque Jon Ola Sand a remis aux représentants du diffuseur ukrainien UA:PBC les premiers documents concernant l'organisation du Concours. Le pays accueille le Concours pour la deuxième fois, après l'avoir accueilli à Kiev en 2005.

### Lieu

#### Critères d'accueil
UA:PBC annonce le 23 juin 2016 les critères d'accueil que les villes doivent remplir afin de se porter candidates :
- la salle où se tiendra le Concours doit pouvoir accueillir 7 000 spectateurs au minimum. Une capacité de 10 000 places serait idéale ;
- la salle doit impérativement avoir un toit ;
- la ville hôte, en collaboration avec l'État ukrainien, doit être en mesure de garantir la sécurité des artistes, journalistes, invités et fans pendant toute la période du Concours ;
- un centre de presse pouvant accueillir au moins 1 550 personnes est requis ;
- la ville doit pouvoir accueillir la presse, les artistes et les fans. Pour cela, 2 000 chambres d'hôtel au moins, près de la salle et dans le centre de la ville, doivent être disponibles ;
- la ville hôte doit avoir des connexions importantes avec un aéroport international moderne afin de faciliter les transports des personnes jusqu'à la ville hôte ;
- les transports à l'intérieur même de la ville doivent être suffisants ;
- l'Euroclub doit être situé à proximité à la fois des hôtels, du centre-ville et de la salle ;
- un lieu ayant une capacité d'au moins 3 000 places doit être prévu pour la cérémonie d'ouverture et les fêtes d'après-Concours ;
- les villes doivent prévoir, pendant l'Eurovision, suffisamment d'équipements pour des visites touristiques, afin de montrer les cultures et identités à la fois de la ville et de l'Ukraine, ainsi que l'hospitalité du pays ;
- la ville doit pouvoir prévoir une promotion de l'événement aux échelles locale et internationale ;
- la ville doit créer une atmosphère autour de l'Eurovision grâce à des décorations qui reflètent le logo et le thème de l'Eurovision.

#### Calendrier de la sélection de la ville hôte
Le processus de sélection doit initialement se dérouler en quatre étapes, du 24 juin au 1er août 2016. Dans un premier temps, du 24 juin au 8 juillet, une période de dépôt des candidatures est ouverte. Ensuite, du 8 juillet au 15 juillet, le groupe de travail de UA:PBC ainsi qu'un représentant du comité d'organisation procèdent à une première analyse de ces candidatures en vue de leurs présentations au comité d'organisation qui ont lieu du 18 juillet au  22 juillet. Le comité d'organisation et le groupe de travail choisissent alors trois villes pour la dernière phase alors que les autres sont éliminées. Du 22 juillet au 1er août, les trois dernières villes en lice sont visitées par le comité d'organisation ainsi que des représentants de l'UER. Ces visites permettent d'inspecter les infrastructures de la ville.

#### Sélection de la ville hôte

##### Candidatures préliminaires
Avant même le début de la procédure officielle de sélection de la ville hôte, dix villes ont exprimé un intérêt à accueillir le Concours : Dnipro, Irpin, Kharkiv, Kherson, Kiev, Lviv, Odessa, Oujhorod, Tcherkassy et Vinnytsia,. Certaines de ces villes ne possèdent cependant pas les infrastructures nécessaires à l'accueil du Concours : les lieux proposés sont à ciel ouvert, ce qui est rédhibitoire pour l'accueil du Concours.

##### Candidatures officielles
| \| 250 km1:14 190 000 Ville hôte Ville préselectionnée Autre ville candidate \| Dnipro Kharkiv Kherson Kiev Lviv Odessa |
| 250 km1:14 190 000 Ville hôte Ville préselectionnée Autre ville candidate                                               |

| 250 km1:14 190 000 Ville hôte Ville préselectionnée Autre ville candidate |

Après la fin de la période de dépôt des candidatures, les villes officiellement candidates sont Dnipro, Kharkiv, Kherson, Kiev, Lviv et Odessa. Un débat entre des représentants de ces différentes villes est tenu le 21 juillet 2016. Le lendemain, les trois villes sélectionnées pour la suite du processus sont annoncées. Il s'agit de Dnipro, Kiev, et Odessa.
Le 25 août 2016, peu après l'annulation de la conférence de presse où la ville hôte devait être présentée, le directeur général de la UA:PBC, Zurab Alasania, annonce que les candidatures de Kiev et Odessa sont les deux dont les candidatures ressortent — éliminant de facto la candidature de Dnipro —, et que le comité chargé de l'édition 2017 examine encore ces deux candidatures avant de faire un choix final, qu'il espère pour la semaine suivante. Après plusieurs reports, c'est finalement le 9 septembre 2016 que la ville hôte est annoncée : c'est Kiev qui accueillera le concours 2017 en son centre d'exposition international.
| Ville                         | Lieu                              | Notes | Ref.          |
| Ville choisie                 | Ville choisie                     | Ville choisie | Ville choisie |
| ----------------------------- | --------------------------------- | --- | ------------- |
| Kiev                          | Centre d'exposition international | Initialement choix de réserve, la ville de Kiev annonce plus tard le lieu comme son choix principal.                                                     | ,             |
| Candidatures présélectionnées |                                   | |               |
| Dnipro                        | Sports Complex Meteor (en)        | La municipalité prévoyait la rénovation complète de la salle avant mars 2017.                                                                            | ,             |
| Kiev                          | Palais des sports de Kiev         | A accueilli l'Eurovision 2005 et l'Eurovision junior 2009. La candidature est rejetée car le lieu est jugé trop vieux.                                   | ,             |
| Odessa                        | Stade Tchornomorets               | A accueilli la supercoupe d'Ukraine de football de 2004 à 2007. La candidature reposait sur une rénovation et la construction d'un toit.                 | ,             |
| Candidatures non-retenues     |                                   | |               |
| Kharkiv                       | Stade Metalist                    | Le stade a accueilli plusieurs matchs du Championnat d'Europe de football 2012. La candidature reposait sur une rénovation et la construction d'un toit. | ,             |
| Kherson                       | Aucune salle proposée             | La municipalité planifiait la construction d'une salle adaptée.                                                                                          | [ 18 ]        |
| Lviv                          | Arena Lviv                        | A accueilli trois matchs du Championnat d'Europe de football 2012. La candidature reposait sur une rénovation et la construction d'un toit.              | [ 18 ]        |

### Organisation
Les dates préliminaires du Concours sont d'abord fixées aux 16, 18 et 20 mai 2017. Cependant, le diffuseur hôte, UA:PBC, les avance d'une semaine, prévoyant les demi-finales aux 9 et 11 mai et la finale le 13 mai. Ces dates sont confirmées le 9 septembre 2016, en même temps que l'annonce officielle de la ville hôte.
Le budget alloué par les autorités locales pour le Concours 2017 s'élève à 650 M₴, soit environ 23 M€. De cette somme, 450 M₴ (soit environ 16 M€) proviennent du gouvernement ukrainien. La ville de Kiev alloue pour sa part 200 M₴ (environ 7,2 M€) à l'organisation du Concours et prévoit de répartir ses dépenses sur 2016 et 2017 en utilisant 50 M₴ (1,8 M€) durant la fin de l'année 2016 et les 150 M₴ (5,4 M€) restants en 2017,.
Le diffuseur UA:PBC rencontre cependant de nombreuses difficultés quant à la préparation du Concours. L'organisation du Concours souffre tout d'abord, le 1er novembre 2016, de la démission de Zurab Alasania, directeur général du diffuseur. Elle intervient en signe de protestation contre le budget alloué par le gouvernement ukrainien au diffuseur et afin de révéler les problèmes rencontrés par l'organisation. De fait, ce budget une fois les dépenses majeures évaluées, ne laisse le diffuseur qu'avec une faible marge pour opérer à ses restructurations prévues.
Le 27 novembre 2016, Aleksandr Kharebin, directeur général du diffuseur, annonce que les préparatifs ont un mois de retard. En cause selon lui, « la bureaucratie, une législation inadéquate et une attitude méprisante de certains officiels ». Plus concrètement, l'allocation du budget par le gouvernement ukrainien a été retardée et chaque étape des préparatifs doit, comme le veut la loi ukrainienne, passer par un appel d'offres public — le thème et le slogan du Concours font par exemple l'objet d'une sélection publique —. Ces problèmes accumulés auraient pu entraîner pour l'Ukraine la perte du droit d'accueillir le Concours.
Cependant, le 28 novembre 2016, Aleksandr Kharebin annonce que l'Ukraine accueillera quand même le Concours — malgré les faux rapports parus dans la presse ukrainienne —, des progrès significatifs ayant été réalisés concernant l'organisation.
Le 13 février 2017, vingt-et-un membres du comité d'organisation démissionnent, y compris les producteurs exécutifs Viktorya Romanova et Aleksandr Kharebin, la directrice commerciale Iryna Asman, le manager de l'événement Denys Bloshchenskyi et le directeur de la sécurité Aleksii Karaban. Cette démission est une conséquence indirecte de la démission de Zurab Alasania quelques mois plus tôt. En effet, après celle-ci, une personne — non-nommée —, a désigné un nouveau directeur pour le Concours qui a pris le contrôle total de sa préparation, bloquant les actions du comité d'organisation, ce qui a poussé celui-ci à la démission. L'UER, à la suite de ces démissions, insiste auprès du diffuseur sur l'importance de mettre rapidement et efficacement les éléments déjà approuvés pour le Concours et de respecter le planning établi malgré les changements de personnel.

### Partenaires
L'Eurovision 2017 se déroule en partenariat avec plusieurs entreprises. Osram, Riedel Communications et Visa sont une fois de plus partenaires du concours tandis que de nouveaux partenariats se forment avec Jacobs, Lvivske, Pepsi, The Native et l'agence de voyage ukrainienne Pilot,.

### Présentateurs

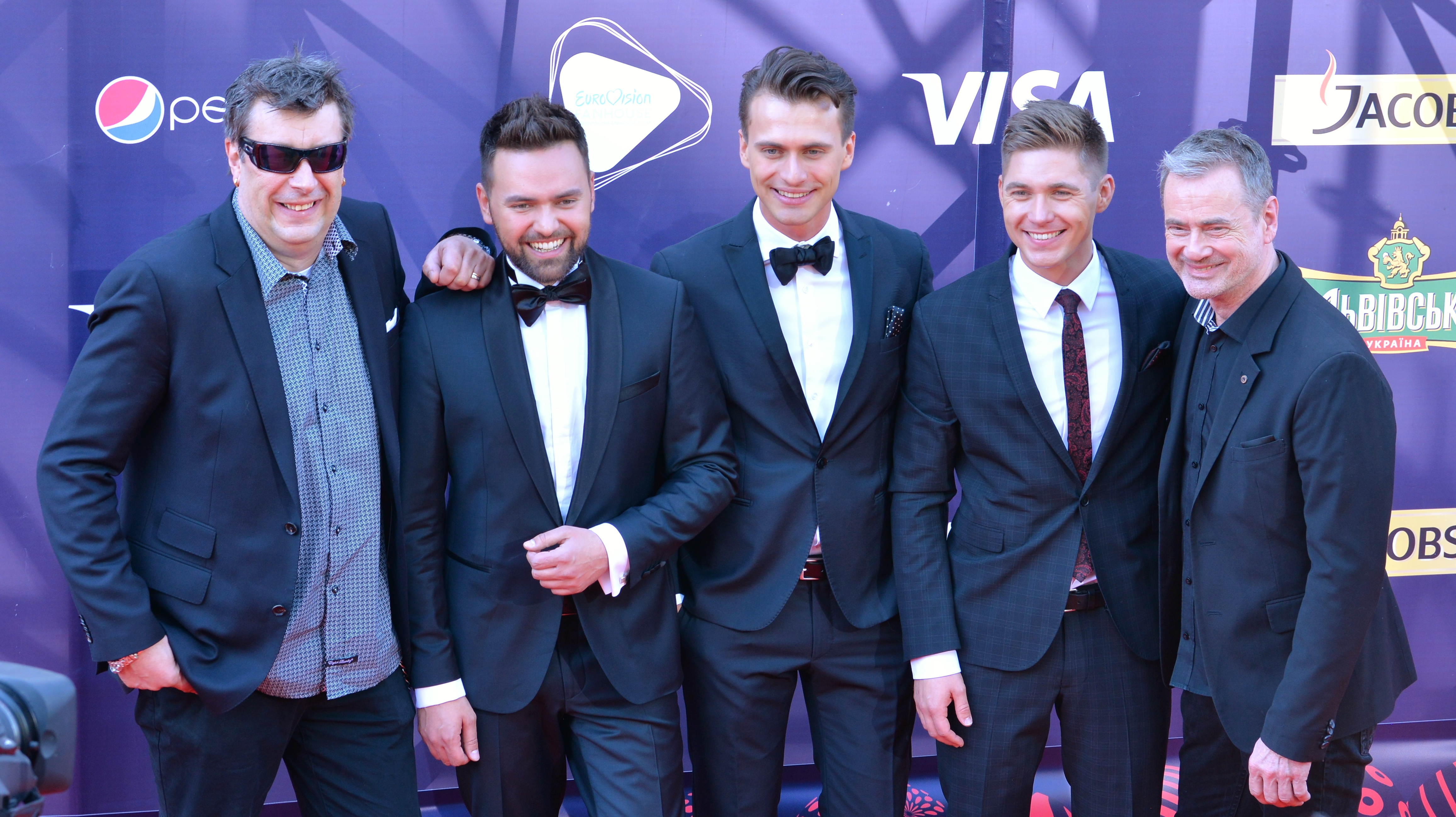
Les présentateurs, Timur Miroshnychenko, Oleksandr Skichko et Volodymyr Ostapchuk entourés par Ola Melzig (à gauche) et Christer Björkman (à droite), producteurs du spectacle.

Les présentateurs du spectacle, annoncés le 27 février 2017, sont : Timur Miroshnychenko, qui a déjà présenté les Concours junior de 2009 et 2013 ; Oleksandr Skichko, présentateur de différentes émissions ukrainiennes telles Star Way ou Sing like a star, étant également apparu en tant que candidat dans Ukraïna maïe talant — version locale de La France a un incroyable talent — ; et Volodymyr Ostapchuk, présentant lui aussi différentes émissions sur UA:PBC, notamment le programme de divertissement Morning with Ukraine, doubleur du personnage de Hans dans la version ukrainienne de La Reine des neiges.
C'est la première fois depuis 1956 qu'aucune femme ne fait partie des présentateurs, faisant de 2017 la première année où un trio entièrement masculin présente le Concours.

### Logotype, slogan, monument

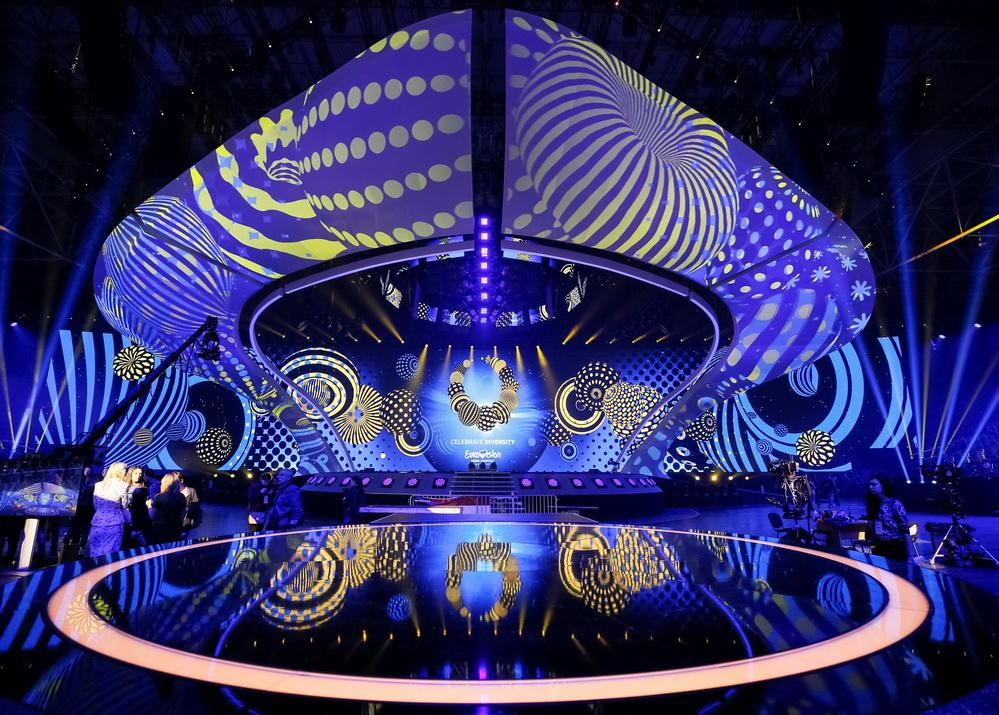
La scène du Concours Eurovision de la chanson 2017

Le radiodiffuseur UA:PBC révèle le slogan et le logo le 30 janvier 2017. Le slogan de l'édition est Celebrate Diversity (en français : Célébrer la diversité), et se veut établir une continuité avec le slogan de l'édition 2016, Come Together (en français : Réunissez-vous). Le logo fait référence au namysto, un collier traditionnel porté en Ukraine, composé de quatorze perles de couleurs magenta et noire. Sur chaque perle est dessiné un motif différent, représentant l'individualité et la diversité, en référence au slogan.
Le 26 avril 2017 est inaugurée l'Arche de la diversité, le plus grand arc-en-ciel au monde avec ses 60 mètres de diamètre. Le monument est une restauration du monument de l'Arc-en-ciel qui célébrait le 300e anniversaire du traité de Pereïaslav de 1654 et l'amitié russo-ukrainienne.

### Emojis
Le 30 avril 2017, le réseau social Twitter et l'équipe du Concours annoncent la création trois émojis après une collaboration. Ces derniers sont activés lors de certains événements et accompagnent certains hashtags précis. Ainsi, le premier, représentant le logo du Concours, apparaît lors de la cérémonie d'ouverture avec le hashtag #CelebrateDiversity. Les deux autres apparaissaient lors des diffusions en direct des demi-finales et de la finale : un trophée, accompagnant les hashtags #12points et #douzepoints et le cœur stylisé du Concours, apparaissant avec les hashtags #Eurovision et #ESC2017.

## Concours

### Liste des participants
La liste officielle des pays participants est dévoilée le 31 octobre 2016. Elle indique la participation de quarante-trois pays. Parmi ces pays, le Portugal et la Roumanie reviennent après une absence en 2016. Cette édition voit également le retrait de la Bosnie-Herzégovine en raison des difficultés financières rencontrées par le diffuseur.
La Russie rencontre des problèmes de participation durant le mois de mars 2017 à la suite de l'interdiction de territoire ukrainien de sa représentante, Ioulia Samoïlova. À la suite de l'échec des négociations entre l'UER et les instances concernées, le pays se retire le 13 avril 2017, ramenant ainsi le nombre de participants à quarante-deux.
Par ailleurs, plusieurs autres pays font part de leur non-participation en 2017. En Turquie, malgré le travail effectué par des ONG pour convaincre le diffuseur et des rumeurs spéculant un retour du pays, TRT confirme que la Turquie ne participera pas en 2017. Le diffuseur liechtensteinois renonce pour sa part à un début en raison de difficultés financières mais envisage une participation future. Andorre, le Luxembourg, Monaco et la Slovaquie annoncent leur non-participation sans citer de raisons. Enfin, l'absence du Maroc n'est confirmée que lors de la publication de la liste des participants.

### Tirage au sort des demi-finales

Pays participant à la première demi-finale
Pays pré-qualifié votant dans la première demi-finale
Pays participant à la deuxième demi-finale
Pays pré-qualifié votant dans la deuxième demi-finale

Pour répartir les pays dans les différentes demi-finales, un tirage au sort se déroule. Lors de ce même tirage au sort, les pays qualifiés d'office pour la finale — l'Ukraine, pays hôte, ainsi que les cinq principaux contributeurs financiers de l'UER : l'Allemagne, l'Espagne, la France, l'Italie et le Royaume-Uni — tirent, pour leur part, la demi-finale durant laquelle ils auront le droit de vote.
Deux requêtes, préalables au tirage, sont cependant validées : il est annoncé le 25 janvier 2017 que la Suisse participera à la deuxième demi-finale, à la suite d'une demande du diffuseur SRF approuvée par le Groupe de Référence de l'UER. De même, le diffuseur allemand ARD a demandé l'autorisation de voter lors de la deuxième demi-finale, ce qui lui est accordé.
Pour les autres pays, le tirage a lieu le 31 janvier 2017 et s'est fait en fonction des lots suivants, basés sur les tendances des votes lors des Concours précédents :
| Lot 1                                                                     | Lot 2                                                       | Lot 3                                                             | Lot 4                                                       | Lot 5                                                              | Lot 6                                                           |
| ------------------------------------------------------------------------- | ----------------------------------------------------------- | ----------------------------------------------------------------- | ----------------------------------------------------------- | ------------------------------------------------------------------ | --------------------------------------------------------------- |
| - Albanie - Croatie - Macédoine - Monténégro - Serbie - Slovénie - Suisse | - Danemark - Estonie - Finlande - Islande - Norvège - Suède | - Arménie - Azerbaïdjan - Biélorussie - Géorgie - Israël - Russie | - Bulgarie - Chypre - Grèce - Hongrie - Moldavie - Roumanie | - Australie - Autriche - Malte - Portugal - Tchéquie - Saint-Marin | - Belgique - Irlande - Lettonie - Lituanie - Pays-Bas - Pologne |

### Artistes de retour
L'édition 2017 voit cinq artistes ayant déjà participé prendre part à nouveau au Concours. Parmi eux, Valentina Monetta, qui participe pour la quatrième fois. On retrouve aussi Sergey Stepanov, membre de SunStroke Project, déjà très connu pour son solo de saxophone lors du Concours 2010, solo devenu mème Internet.
| Pays        | Artiste           | Année(s) précédente(s)         |
| ----------- | ----------------- | ------------------------------ |
| Estonie     | Koit Toome        | 1998                           |
| Estonie     | Laura Põldvere    | 2005 (avec le groupe Suntribe) |
| Moldavie    | SunStroke Project | 2010                           |
| Saint-Marin | Valentina Monetta | 2012, 2013, 2014               |
| Slovénie    | Omar Naber        | 2005                           |

On note aussi la présence du groupe O'G3NE, ayant auparavant représenté les Pays-Bas au Concours Eurovision de la chanson junior 2007 sous le nom de Lisa, Amy and Shelley, avec la chanson Adem in, Adem Uit ; celle du chanteur israélien Imri Ziv choriste de Nadav Guedj en 2015 et de Hovi Star en 2016.

### Répétitions
Les répétitions des demi-finalistes se déroulent la semaine précédant le Concours, du 30 avril 2017 au 6 mai 2017. Chaque participant aura deux répétitions individuelles. La première d'une durée de 30 minutes, la seconde d'une durée de 20 minutes, se déroulant dans l'ordre de passage des demi-finales. Les pays qualifiés d'office — l'Ukraine et le Big Five — auront également deux répétitions : la première le vendredi 5 mai 2017 et la seconde le dimanche 7 mai 2017. Deux conférences de presses par participant sont également prévues : une après chaque répétition.
Les répétitions générales sont au nombre de trois par show : deux la veille et une le jour-même. La deuxième répétition générale, qui a lieu la veille du show à la même heure, est la répétition durant laquelle les jurys nationaux enregistrent leurs votes. Elle est donc d'une grande importance pour les participants.
Chose exceptionnelle, le représentant portugais, Salvador Sobral, ne peut pas participer aux premières répétitions : en raison de ses problèmes de santé, il n'est arrivé à Kiev que le 7 mai 2017, soit seulement deux jours avant la première demi-finale et n'a pu prendre part qu'aux répétitions générales. Il est, pendant son absence, remplacé par sa sœur Luísa Sobral.

### Première demi-finale
Cette demi-finale a lieu le mardi 9 mai 2017. L'Espagne, l'Italie et le Royaume-Uni votent et un extrait de leur chanson est diffusé lors de cette demi-finale. Les dix pays qualifiés de cette demi-finale sont : la Suède, l'Australie, la Belgique, l'Azerbaïdjan, le Portugal, la Grèce, la Pologne, la Moldavie, Chypre et l'Arménie. Cette demi-finale marque la première qualification du Portugal après sept ans et une dernière finale en 2010. La Moldavie reprend le chemin de la finale après avoir échoué à trois reprises, sa dernière participation en finale étant en 2013.
- Qualifiés
- Dernier

| Ordre | Pays        | Artiste                | Chanson         | Langue    | Place | Points |
| ----- | ----------- | ---------------------- | --------------- | --------- | ----- | ------ |
| 01    | Suède       | Robin Bengtsson        | I Can't Go On   | Anglais   | 3     | 227    |
| 02    | Géorgie     | Tamara Gatchetchiladze | Keep the Faith  | Anglais   | 11    | 99     |
| 03    | Australie   | Isaiah                 | Don't Come Easy | Anglais   | 6     | 160    |
| 04    | Albanie     | Lindita                | World           | Anglais   | 14    | 76     |
| 05    | Belgique    | Blanche                | City Lights     | Anglais   | 4     | 165    |
| 06    | Monténégro  | Slavko Kalezić         | Space           | Anglais   | 16    | 56     |
| 07    | Finlande    | Norma John             | Blackbird       | Anglais   | 12    | 92     |
| 08    | Azerbaïdjan | Dihaj                  | Skeletons       | Anglais   | 8     | 150    |
| 09    | Portugal    | Salvador Sobral        | Amar pelos dois | Portugais | 1     | 370    |
| 10    | Grèce       | Demy                   | This Is Love    | Anglais   | 10    | 115    |
| 11    | Pologne     | Kasia Moś              | Flashlight      | Anglais   | 9     | 119    |
| 12    | Moldavie    | SunStroke Project      | Hey Mamma!      | Anglais   | 2     | 291    |
| 13    | Islande     | Svala                  | Paper           | Anglais   | 15    | 60     |
| 14    | Tchéquie    | Martina Bárta          | My Turn         | Anglais   | 13    | 83     |
| 15    | Chypre      | Hovig                  | Gravity         | Anglais   | 5     | 164    |
| 16    | Arménie     | Artsvik                | Fly with Me     | Anglais   | 7     | 152    |
| 17    | Slovénie    | Omar Naber             | On My Way       | Anglais   | 17    | 36     |
| 18    | Lettonie    | Triana Park            | Line            | Anglais   | 18    | 21     |

### Deuxième demi-finale
Cette demi-finale a lieu le jeudi 11 mai 2017. L'Allemagne, la France et l'Ukraine votent et un extrait de leur chanson est diffusé lors de cette demi-finale. Cette demi-finale marque la première apparition de la langue biélorusse dans une chanson du Concours. Les dix pays qualifiés de cette demi-finale sont : l'Autriche, la Roumanie, les Pays-Bas, la Hongrie, le Danemark, la Croatie, la Norvège, la Biélorussie, la Bulgarie et Israël. Cette demi-finale marque les premières qualifications danoise et biélorusse depuis 2014. La Serbie, pour sa part, manque la finale pour la première fois depuis 2013. C'est également la première fois depuis 2014 qu'aucun pays balte ne se qualifie.
- Qualifiés
- Dernier

| Ordre | Pays        | Artiste                            | Chanson                                       | Langue           | Place | Points |
| ----- | ----------- | ---------------------------------- | --------------------------------------------- | ---------------- | ----- | ------ |
| 01    | Serbie      | Tijana Bogićević                   | In Too Deep                                   | Anglais          | 11    | 98     |
| 02    | Autriche    | Nathan Trent                       | Running on Air                                | Anglais          | 7     | 147    |
| 03    | Macédoine   | Jana Burčeska                      | Dance Alone                                   | Anglais          | 15    | 69     |
| 04    | Malte       | Claudia Faniello                   | Breathlessly                                  | Anglais          | 16    | 55     |
| 05    | Roumanie    | Ilinca et Alex Florea              | Yodel It!                                     | Anglais          | 6     | 174    |
| 06    | Pays-Bas    | O'G3NE                             | Lights and Shadows                            | Anglais          | 4     | 200    |
| 07    | Hongrie     | Joci Pápai                         | Origo                                         | Hongrois         | 2     | 231    |
| 08    | Danemark    | Anja Nissen                        | Where I Am                                    | Anglais          | 10    | 101    |
| 09    | Irlande     | Brendan Murray                     | Dying to Try                                  | Anglais          | 13    | 86     |
| 10    | Saint-Marin | Valentina Monetta et Jimmie Wilson | Spirit of the Night                           | Anglais          | 18    | 1      |
| 11    | Croatie     | Jacques Houdek                     | My Friend                                     | Anglais, italien | 8     | 141    |
| 12    | Norvège     | JOWST feat. Aleksander Walmann     | Grab the Moment                               | Anglais          | 5     | 189    |
| 13    | Suisse      | Timebelle                          | Apollo                                        | Anglais          | 12    | 97     |
| 14    | Biélorussie | NAVI                               | Historyja majho žyccia (Гісторыя майго жыцця) | Biélorusse       | 9     | 110    |
| 15    | Bulgarie    | Kristian Kostov                    | Beautiful Mess                                | Anglais          | 1     | 403    |
| 16    | Lituanie    | Fusedmarc                          | Rain of Revolution                            | Anglais          | 17    | 42     |
| 17    | Estonie     | Koit Toome et Laura                | Verona                                        | Anglais          | 14    | 85     |
| 18    | Israël      | Imri                               | I Feel Alive                                  | Anglais          | 3     | 207    |

### Finale
La finale a lieu le samedi 13 mai 2017. Cette édition du concours voit toutes les chansons interprétées totalement ou en partie dans une autre langue que l'anglais se qualifier pour la finale pour la première fois depuis l'instauration des demi-finales.
Le pays hôte, l'Ukraine, tire au sort le numéro 22 dans l'ordre de passage pour la finale lors du Meeting des Délégations le 14 mars 2017. Les pays du Big 5 procèdent, après leur seconde répétition, à un tirage au sort déterminant dans quelle partie de la finale ils concourent. Enfin, pour les vingt qualifiés, une conférence de presse est organisée à la suite de chaque demi-finale durant laquelle un tirage au sort similaire a ensuite lieu,, permettant aux producteurs du Concours de diffuser l'ordre de passage pendant la nuit suivant la deuxième demi-finale.
Le président ukrainien, Petro Porochenko a initialement prévu d'être présent lors de la finale du Concours, invitant même des combattants et des invalides à y assister. Cependant, des bombardements dans la ville d'Avdiïvka faisant quatre morts dans l'Est du pays ont lieu le jour même de la finale. Porochenko prend alors la décision de se rendre sur place et de ne pas assister au Concours, malgré l'importance de l'événement pour l'Ukraine,.

#### Entracte
Durant la période allouée aux téléspectateurs pour voter, 3 actes participent à l'intermède : Ruslana, gagnante de l'Eurovision 2004, chante son nouveau single It's Magical ; une composition par Onuka & Naofi est ensuite interprétée ; enfin Jamala, gagnante de l'édition précédente, présente son nouveau titre I believe in U.

#### Vote
Lors de la distribution des votes des jurys, le Portugal prend la tête dès le premier vote et la conserve jusqu'à la fin. Pour les autres places, c'est après un léger flottement initial que la Bulgarie prend la seconde place. La troisième place est initialement disputée entre la Moldavie, la Belgique puis l'Italie — qui la conserve durant quasiment la moitié de la procédure — avant d'échoir à la Suède.
Le télévote, pour sa part, modifie grandement le classement, mais les deux premières places étant les mêmes que celles des jurys, cela n'a pas eu d'influence sur le vainqueur.
Les deux classements montrent de grandes différences de préférence entre le télévote et les jurys. Le plus grand écart étant celui de l'Australie, arrivée 4e au classement des jurys, le télévote la classe en 25e position, soit un écart de 21 places. Le pays se classe finalement 9e. Vient ensuite l'Autriche, arrivée 11e au classement des jurys mais 26e et dernière au télévote, soit 15 places de différence. Elle se classe finalement 16e. Enfin, les Pays-Bas sont arrivés 5e des jurys mais seulement 19e au télévote, soit 14 places d'écart. Ils terminent à la 11e place,.

#### Résultats

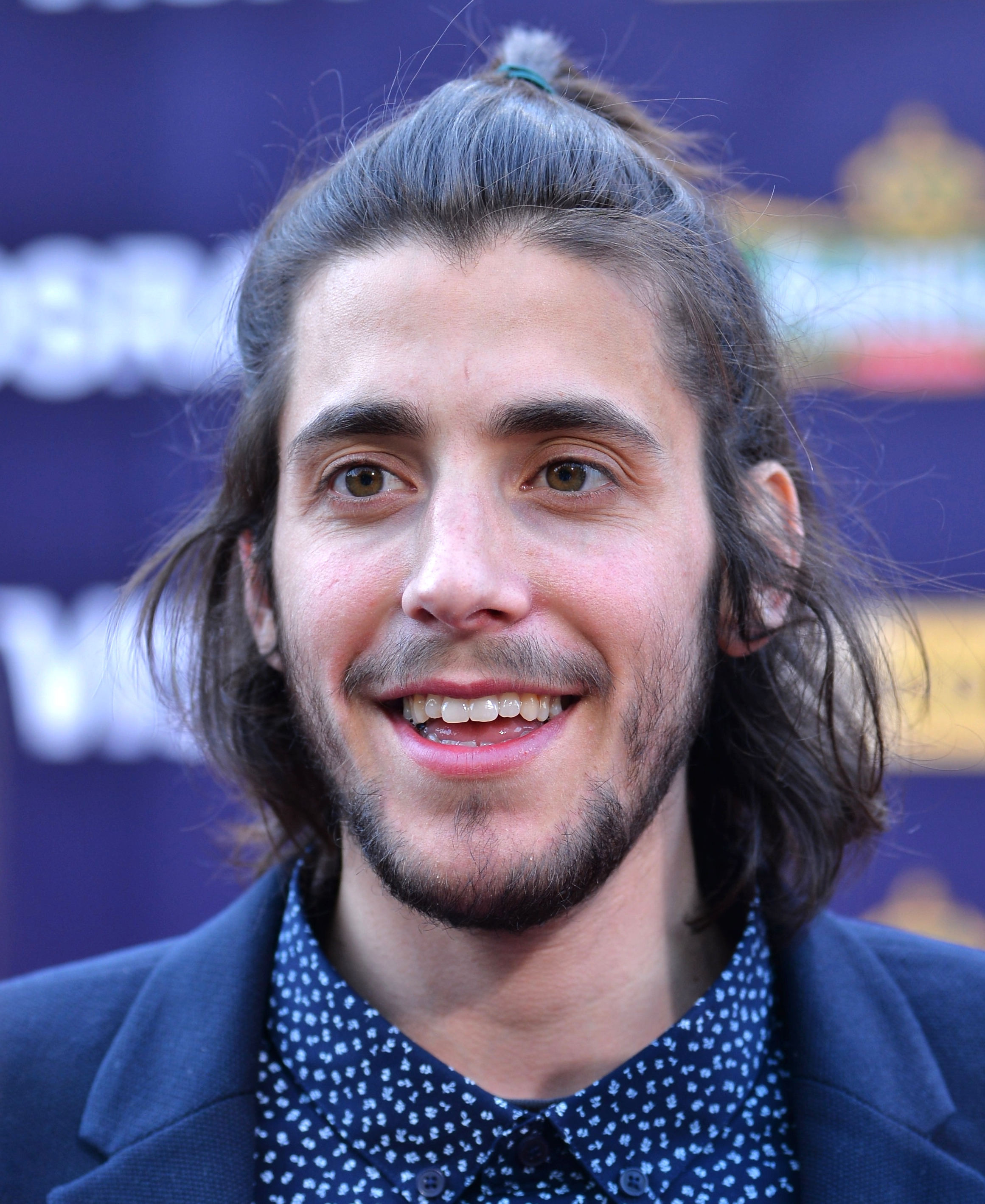
Salvador Sobral, vainqueur du Concours Eurovision de la chanson 2017.

Cette édition est remportée par la chanson Amar pelos dois, interprétée par le chanteur portugais Salvador Sobral avec 758 points. C'est la première victoire portugaise au Concours, qui met fin, à la quarante-neuvième participation du pays, à une attente de 53 ans, la première participation du pays remontant à 1964. Le pays bat ainsi le record de temps écoulé entre une première participation et une première victoire, auparavant détenu par la Finlande. C'est la première victoire d'une chanson en portugais et la première fois depuis 2007 qu'une chanson chantée intégralement dans une autre langue que l'anglais remporte le Concours. Cette victoire marque un nouveau record de points, battant celui de Jamala en 2016.
Le podium est complété par la Bulgarie avec 615 points, et la Moldavie avec 374 points. Ces deux pays réalisent ainsi leur meilleur placement. Viennent ensuite la  Belgique, qui se place en 4e position avec 363 points, et la Suède, en 5e position avec 344 points. Le Top 10 est complété par l'Italie, la Roumanie, la Hongrie, l'Australie et la Norvège.
Une fois encore, seul un pays du Big Five atteint le Top 10. Il s'agit cette année de l'Italie arrivée 6e. La France se classe en 12e place et le Royaume-Uni en 15e place. Quant aux autres qualifiés automatiques pour la finale, tous arrivent en fin de classement : le pays hôte, l'Ukraine se place 24e, un score historiquement bas pour le pays, l'Allemagne est 25e et à la dernière place échoit à l'Espagne, avec seulement 5 points.
- Premier
- Deuxième
- Troisième
- Dernier

| Ordre | Pays        | Artiste                        | Chanson                                       | Langue            | Place | Points |
| ----- | ----------- | ------------------------------ | --------------------------------------------- | ----------------- | ----- | ------ |
| 01    | Israël      | Imri                           | I Feel Alive                                  | Anglais           | 23    | 39     |
| 02    | Pologne     | Kasia Moś                      | Flashlight                                    | Anglais           | 22    | 64     |
| 03    | Biélorussie | NAVI                           | Historyja majho žyccia (Гісторыя майго жыцця) | Biélorusse        | 17    | 83     |
| 04    | Autriche    | Nathan Trent                   | Running on Air                                | Anglais           | 16    | 93     |
| 05    | Arménie     | Artsvik                        | Fly with Me                                   | Anglais           | 18    | 79     |
| 06    | Pays-Bas    | O'G3NE                         | Lights and Shadows                            | Anglais           | 11    | 150    |
| 07    | Moldavie    | SunStroke Project              | Hey Mamma!                                    | Anglais           | 3     | 374    |
| 08    | Hongrie     | Joci Pápai                     | Origo                                         | Hongrois          | 8     | 200    |
| 09    | Italie      | Francesco Gabbani              | Occidentali's Karma                           | Italien           | 6     | 334    |
| 10    | Danemark    | Anja Nissen                    | Where I Am                                    | Anglais           | 20    | 77     |
| 11    | Portugal    | Salvador Sobral                | Amar pelos dois                               | Portugais         | 1     | 758    |
| 12    | Azerbaïdjan | Dihaj                          | Skeletons                                     | Anglais           | 14    | 120    |
| 13    | Croatie     | Jacques Houdek                 | My Friend                                     | Anglais, italien  | 13    | 128    |
| 14    | Australie   | Isaiah                         | Don't Come Easy                               | Anglais           | 9     | 173    |
| 15    | Grèce       | Demy                           | This Is Love                                  | Anglais           | 19    | 77     |
| 16    | Espagne     | Manel Navarro                  | Do It for Your Lover                          | Espagnol, anglais | 26    | 5      |
| 17    | Norvège     | JOWST feat. Aleksander Walmann | Grab the Moment                               | Anglais           | 10    | 158    |
| 18    | Royaume-Uni | Lucie Jones                    | Never Give Up On You                          | Anglais           | 15    | 111    |
| 19    | Chypre      | Hovig                          | Gravity                                       | Anglais           | 21    | 68     |
| 20    | Roumanie    | Ilinca et Alex Florea          | Yodel It!                                     | Anglais           | 7     | 282    |
| 21    | Allemagne   | Levina                         | Perfect Life                                  | Anglais           | 25    | 6      |
| 22    | Ukraine H T | O.Torvald                      | Time                                          | Anglais           | 24    | 36     |
| 23    | Belgique    | Blanche                        | City Lights                                   | Anglais           | 4     | 363    |
| 24    | Suède       | Robin Bengtsson                | I Can't Go On                                 | Anglais           | 5     | 344    |
| 25    | Bulgarie    | Kristian Kostov                | Beautiful Mess                                | Anglais           | 2     | 615    |
| 26    | France      | Alma                           | Requiem                                       | Français, anglais | 12    | 135    |

#### Conférence de presse du gagnant
Une conférence de presse a lieu après la finale. Salvador Sobral s'exprime sur sa victoire, la première du Portugal, sur sa chanson et sa vision de l'avenir du Concours. Marquant la clôture du Concours, la conférence se termine lorsque Jon Ola Sand, superviseur exécutif du Concours, remet à la délégation portugaise un premier cahier des charges pour l'accueil de l'édition suivante.

### Tableaux des votes

#### Première demi-finale
- Dix premiers par les jurys
- Dix premiers par le télévote
- Pays qualifiés
- Dernier

| Détail du vote des jurys lors de la première demi-finale  | Détail du vote des jurys lors de la première demi-finale | Détail du vote des jurys lors de la première demi-finale | Détail du vote des jurys lors de la première demi-finale | Détail du vote des jurys lors de la première demi-finale | Détail du vote des jurys lors de la première demi-finale | Détail du vote des jurys lors de la première demi-finale | Détail du vote des jurys lors de la première demi-finale | Détail du vote des jurys lors de la première demi-finale | Détail du vote des jurys lors de la première demi-finale | Détail du vote des jurys lors de la première demi-finale | Détail du vote des jurys lors de la première demi-finale | Détail du vote des jurys lors de la première demi-finale | Détail du vote des jurys lors de la première demi-finale | Détail du vote des jurys lors de la première demi-finale | Détail du vote des jurys lors de la première demi-finale | Détail du vote des jurys lors de la première demi-finale | Détail du vote des jurys lors de la première demi-finale | Détail du vote des jurys lors de la première demi-finale | Détail du vote des jurys lors de la première demi-finale | Détail du vote des jurys lors de la première demi-finale | Détail du vote des jurys lors de la première demi-finale | Détail du vote des jurys lors de la première demi-finale | Détail du vote des jurys lors de la première demi-finale |
|                                                           |                                                          | Points attribués                                         | Points attribués                                         | Points attribués                                         | Points attribués                                         | Points attribués                                         | Points attribués                                         | Points attribués                                         | Points attribués                                         | Points attribués                                         | Points attribués                                         | Points attribués                                         | Points attribués                                         | Points attribués                                         | Points attribués                                         | Points attribués                                         | Points attribués                                         | Points attribués                                         | Points attribués                                         | Points attribués                                         | Points attribués                                         | Points attribués                                         | Points attribués                                         |
| --------------------------------------------------------- | -------------------------------------------------------- | -------------------------------------------------------- | -------------------------------------------------------- | -------------------------------------------------------- | -------------------------------------------------------- | -------------------------------------------------------- | -------------------------------------------------------- | -------------------------------------------------------- | -------------------------------------------------------- | -------------------------------------------------------- | -------------------------------------------------------- | -------------------------------------------------------- | -------------------------------------------------------- | -------------------------------------------------------- | -------------------------------------------------------- | -------------------------------------------------------- | -------------------------------------------------------- | -------------------------------------------------------- | -------------------------------------------------------- | -------------------------------------------------------- | -------------------------------------------------------- | -------------------------------------------------------- | -------------------------------------------------------- |
| Drapeau de la Suède                                       | Drapeau de la Géorgie                                    | Drapeau de l'Australie                                   | Drapeau de l'Albanie                                     | Drapeau de la Belgique                                   | Drapeau du Monténégro                                    | Drapeau de la Finlande                                   | Drapeau de l'Azerbaïdjan                                 | Drapeau du Portugal                                      | Drapeau de la Grèce                                      | Drapeau de la Pologne                                    | Drapeau de la Moldavie                                   | Drapeau de l'Islande                                     | Drapeau de la Tchéquie                                   | Drapeau de Chypre                                        | Drapeau de l'Arménie                                     | Drapeau de la Slovénie                                   | Drapeau de la Lettonie                                   | Drapeau de l'Espagne                                     | Drapeau de l'Italie                                      | Drapeau du Royaume-Uni                                   | Total                                                    |                                                          |                                                          |
| Pays                                                      | Suède                                                    |                                                          | 8                                                        | 8                                                        | 4                                                        | 12                                                       | 6                                                        | 12                                                       | –                                                        | 5                                                        | 2                                                        | 4                                                        | 8                                                        | 8                                                        | 10                                                       | 8                                                        | 5                                                        | 7                                                        | 2                                                        | 3                                                        | 10                                                       | 2                                                        | 124                                                      |
| Pays                                                      | Géorgie                                                  | 6                                                        |                                                          | –                                                        | 1                                                        | 3                                                        | –                                                        | 3                                                        | 6                                                        | 3                                                        | 4                                                        | 10                                                       | 5                                                        | 7                                                        | –                                                        | –                                                        | 6                                                        | 5                                                        | –                                                        | –                                                        | 2                                                        | 1                                                        | 62                                                       |
| Pays                                                      | Australie                                                | 12                                                       | 6                                                        |                                                          | 5                                                        | 10                                                       | 3                                                        | 8                                                        | 7                                                        | 6                                                        | –                                                        | 8                                                        | 6                                                        | 10                                                       | 12                                                       | 7                                                        | 1                                                        | 12                                                       | 10                                                       | 8                                                        | 1                                                        | 7                                                        | 139                                                      |
| Pays                                                      | Albanie                                                  | –                                                        | –                                                        | –                                                        |                                                          | –                                                        | 10                                                       | –                                                        | 10                                                       | –                                                        | 10                                                       | –                                                        | –                                                        | –                                                        | –                                                        | –                                                        | –                                                        | –                                                        | –                                                        | –                                                        | 8                                                        | –                                                        | 38                                                       |
| Pays                                                      | Belgique                                                 | 3                                                        | –                                                        | –                                                        | 3                                                        |                                                          | –                                                        | –                                                        | –                                                        | –                                                        | 1                                                        | 7                                                        | –                                                        | 2                                                        | 3                                                        | 3                                                        | –                                                        | 2                                                        | 5                                                        | 2                                                        | 5                                                        | 4                                                        | 40                                                       |
| Pays                                                      | Monténégro                                               | –                                                        | –                                                        | –                                                        | –                                                        | –                                                        |                                                          | –                                                        | 8                                                        | –                                                        | 7                                                        | –                                                        | –                                                        | –                                                        | 2                                                        | –                                                        | –                                                        | –                                                        | –                                                        | –                                                        | –                                                        | –                                                        | 17                                                       |
| Pays                                                      | Finlande                                                 | 7                                                        | –                                                        | 7                                                        | –                                                        | –                                                        | –                                                        |                                                          | –                                                        | 7                                                        | –                                                        | 1                                                        | 3                                                        | 3                                                        | 1                                                        | 6                                                        | –                                                        | 6                                                        | –                                                        | –                                                        | –                                                        | –                                                        | 41                                                       |
| Pays                                                      | Azerbaïdjan                                              | –                                                        | 10                                                       | 3                                                        | 7                                                        | 5                                                        | 7                                                        | –                                                        |                                                          | 8                                                        | 8                                                        | –                                                        | 4                                                        | 6                                                        | 4                                                        | 4                                                        | –                                                        | 3                                                        | 1                                                        | 5                                                        | 12                                                       | –                                                        | 87                                                       |
| Pays                                                      | Portugal                                                 | 5                                                        | 12                                                       | 6                                                        | 6                                                        | 7                                                        | 4                                                        | 10                                                       | 12                                                       |                                                          | 5                                                        | 12                                                       | 12                                                       | 12                                                       | 7                                                        | 10                                                       | 7                                                        | 8                                                        | 12                                                       | 12                                                       | 4                                                        | 10                                                       | 173                                                      |
| Pays                                                      | Grèce                                                    | –                                                        | –                                                        | 1                                                        | 8                                                        | –                                                        | 12                                                       | –                                                        | –                                                        | 2                                                        |                                                          | 2                                                        | 7                                                        | 1                                                        | –                                                        | 12                                                       | 10                                                       | –                                                        | –                                                        | 6                                                        | –                                                        | –                                                        | 61                                                       |
| Pays                                                      | Pologne                                                  | –                                                        | –                                                        | 12                                                       | 2                                                        | 4                                                        | –                                                        | 2                                                        | 3                                                        | 1                                                        | –                                                        |                                                          | 1                                                        | –                                                        | 8                                                        | 2                                                        | 2                                                        | 4                                                        | 3                                                        | –                                                        | –                                                        | 6                                                        | 50                                                       |
| Pays                                                      | Moldavie                                                 | 10                                                       | 3                                                        | 10                                                       | 12                                                       | 1                                                        | 5                                                        | 6                                                        | 5                                                        | 10                                                       | 3                                                        | –                                                        |                                                          | –                                                        | 6                                                        | –                                                        | 8                                                        | –                                                        | 6                                                        | 7                                                        | 7                                                        | 12                                                       | 111                                                      |
| Pays                                                      | Islande                                                  | 2                                                        | 2                                                        | 2                                                        | –                                                        | 2                                                        | –                                                        | 5                                                        | 2                                                        | –                                                        | –                                                        | –                                                        | 2                                                        |                                                          | –                                                        | –                                                        | 3                                                        | –                                                        | 8                                                        | 1                                                        | –                                                        | –                                                        | 29                                                       |
| Pays                                                      | Rep. tchèque                                             | 4                                                        | 1                                                        | 4                                                        | –                                                        | 6                                                        | 2                                                        | –                                                        | 4                                                        | 12                                                       | –                                                        | 3                                                        | –                                                        | 5                                                        |                                                          | 1                                                        | 4                                                        | 10                                                       | 7                                                        | 10                                                       | –                                                        | 8                                                        | 81                                                       |
| Pays                                                      | Chypre                                                   | 8                                                        | 5                                                        | –                                                        | –                                                        | 8                                                        | –                                                        | 7                                                        | –                                                        | –                                                        | 6                                                        | –                                                        | –                                                        | 4                                                        | 5                                                        |                                                          | 12                                                       | –                                                        | –                                                        | –                                                        | 3                                                        | 3                                                        | 61                                                       |
| Pays                                                      | Arménie                                                  | –                                                        | 7                                                        | 5                                                        | 10                                                       | –                                                        | 8                                                        | 4                                                        | –                                                        | 4                                                        | 12                                                       | 6                                                        | 10                                                       | –                                                        | –                                                        | 5                                                        |                                                          | 1                                                        | 4                                                        | –                                                        | 6                                                        | 5                                                        | 87                                                       |
| Pays                                                      | Slovénie                                                 | 1                                                        | 4                                                        | –                                                        | –                                                        | –                                                        | 1                                                        | 1                                                        | –                                                        | –                                                        | –                                                        | 5                                                        | –                                                        | –                                                        | –                                                        | –                                                        | –                                                        |                                                          | –                                                        | 4                                                        | –                                                        | –                                                        | 16                                                       |
| Pays                                                      | Lettonie                                                 | –                                                        | –                                                        | –                                                        | –                                                        | –                                                        | –                                                        | –                                                        | 1                                                        | –                                                        | –                                                        | –                                                        | –                                                        | –                                                        | –                                                        | –                                                        | –                                                        | –                                                        |                                                          | –                                                        | –                                                        | –                                                        | 1                                                        |
| Le tableau suit l'ordre de passage des pays participants. |                                                          |                                                          |                                                          |                                                          |                                                          |                                                          |                                                          |                                                          |                                                          |                                                          |                                                          |                                                          |                                                          |                                                          |                                                          |                                                          |                                                          |                                                          |                                                          |                                                          |                                                          |                                                          |                                                          |

| Détail du télévote lors de la première demi-finale        | Détail du télévote lors de la première demi-finale | Détail du télévote lors de la première demi-finale | Détail du télévote lors de la première demi-finale | Détail du télévote lors de la première demi-finale | Détail du télévote lors de la première demi-finale | Détail du télévote lors de la première demi-finale | Détail du télévote lors de la première demi-finale | Détail du télévote lors de la première demi-finale | Détail du télévote lors de la première demi-finale | Détail du télévote lors de la première demi-finale | Détail du télévote lors de la première demi-finale | Détail du télévote lors de la première demi-finale | Détail du télévote lors de la première demi-finale | Détail du télévote lors de la première demi-finale | Détail du télévote lors de la première demi-finale | Détail du télévote lors de la première demi-finale | Détail du télévote lors de la première demi-finale | Détail du télévote lors de la première demi-finale | Détail du télévote lors de la première demi-finale | Détail du télévote lors de la première demi-finale | Détail du télévote lors de la première demi-finale | Détail du télévote lors de la première demi-finale | Détail du télévote lors de la première demi-finale |
|                                                           |                                                    | Points attribués                                   | Points attribués                                   | Points attribués                                   | Points attribués                                   | Points attribués                                   | Points attribués                                   | Points attribués                                   | Points attribués                                   | Points attribués                                   | Points attribués                                   | Points attribués                                   | Points attribués                                   | Points attribués                                   | Points attribués                                   | Points attribués                                   | Points attribués                                   | Points attribués                                   | Points attribués                                   | Points attribués                                   | Points attribués                                   | Points attribués                                   | Points attribués                                   |
| --------------------------------------------------------- | -------------------------------------------------- | -------------------------------------------------- | -------------------------------------------------- | -------------------------------------------------- | -------------------------------------------------- | -------------------------------------------------- | -------------------------------------------------- | -------------------------------------------------- | -------------------------------------------------- | -------------------------------------------------- | -------------------------------------------------- | -------------------------------------------------- | -------------------------------------------------- | -------------------------------------------------- | -------------------------------------------------- | -------------------------------------------------- | -------------------------------------------------- | -------------------------------------------------- | -------------------------------------------------- | -------------------------------------------------- | -------------------------------------------------- | -------------------------------------------------- | -------------------------------------------------- |
| Drapeau de la Suède                                       | Drapeau de la Géorgie                              | Drapeau de l'Australie                             | Drapeau de l'Albanie                               | Drapeau de la Belgique                             | Drapeau du Monténégro                              | Drapeau de la Finlande                             | Drapeau de l'Azerbaïdjan                           | Drapeau du Portugal                                | Drapeau de la Grèce                                | Drapeau de la Pologne                              | Drapeau de la Moldavie                             | Drapeau de l'Islande                               | Drapeau de la Tchéquie                             | Drapeau de Chypre                                  | Drapeau de l'Arménie                               | Drapeau de la Slovénie                             | Drapeau de la Lettonie                             | Drapeau de l'Espagne                               | Drapeau de l'Italie                                | Drapeau du Royaume-Uni                             | Total                                              |                                                    |                                                    |
| Pays                                                      | Suède                                              |                                                    | 4                                                  | 8                                                  | 10                                                 | 5                                                  | 3                                                  | 7                                                  | 6                                                  | 10                                                 | 3                                                  | 5                                                  | 1                                                  | 10                                                 | 2                                                  | 5                                                  | 4                                                  | 5                                                  | 7                                                  | 6                                                  | 1                                                  | 1                                                  | 103                                                |
| Pays                                                      | Géorgie                                            | –                                                  |                                                    | –                                                  | –                                                  | –                                                  | –                                                  | –                                                  | 12                                                 | 6                                                  | 6                                                  | –                                                  | 2                                                  | –                                                  | –                                                  | 1                                                  | 8                                                  | –                                                  | –                                                  | –                                                  | 2                                                  | –                                                  | 37                                                 |
| Pays                                                      | Australie                                          | 2                                                  | –                                                  |                                                    | 1                                                  | 1                                                  | 1                                                  | –                                                  | 2                                                  | –                                                  | –                                                  | –                                                  | –                                                  | 6                                                  | –                                                  | 2                                                  | 3                                                  | 3                                                  | –                                                  | –                                                  | –                                                  | –                                                  | 21                                                 |
| Pays                                                      | Albanie                                            | –                                                  | –                                                  | –                                                  |                                                    | –                                                  | 12                                                 | –                                                  | 3                                                  | –                                                  | 5                                                  | –                                                  | 10                                                 | –                                                  | –                                                  | –                                                  | –                                                  | 1                                                  | –                                                  | –                                                  | 7                                                  | –                                                  | 38                                                 |
| Pays                                                      | Belgique                                           | 10                                                 | 5                                                  | 4                                                  | 8                                                  |                                                    | 2                                                  | 10                                                 | 7                                                  | 8                                                  | 4                                                  | 8                                                  | –                                                  | 7                                                  | 6                                                  | 4                                                  | 6                                                  | 8                                                  | 10                                                 | 8                                                  | 6                                                  | 4                                                  | 125                                                |
| Pays                                                      | Monténégro                                         | 1                                                  | –                                                  | 7                                                  | –                                                  | –                                                  |                                                    | 3                                                  | 5                                                  | –                                                  | –                                                  | –                                                  | 8                                                  | 2                                                  | –                                                  | –                                                  | 1                                                  | 6                                                  | –                                                  | 1                                                  | 5                                                  | –                                                  | 39                                                 |
| Pays                                                      | Finlande                                           | 8                                                  | –                                                  | 2                                                  | 5                                                  | 3                                                  | –                                                  |                                                    | –                                                  | 7                                                  | 1                                                  | 4                                                  | –                                                  | 3                                                  | 3                                                  | –                                                  | –                                                  | 2                                                  | 5                                                  | 5                                                  | –                                                  | 3                                                  | 51                                                 |
| Pays                                                      | Azerbaïdjan                                        | –                                                  | 12                                                 | 1                                                  | –                                                  | –                                                  | 6                                                  | –                                                  |                                                    | 1                                                  | –                                                  | –                                                  | 12                                                 | –                                                  | 12                                                 | 10                                                 | –                                                  | 7                                                  | 2                                                  | –                                                  | –                                                  | –                                                  | 63                                                 |
| Pays                                                      | Portugal                                           | 12                                                 | 8                                                  | 10                                                 | 12                                                 | 12                                                 | 7                                                  | 12                                                 | 8                                                  |                                                    | 10                                                 | 12                                                 | 6                                                  | 12                                                 | 7                                                  | 6                                                  | 7                                                  | 12                                                 | 12                                                 | 12                                                 | 10                                                 | 10                                                 | 197                                                |
| Pays                                                      | Grèce                                              | –                                                  | 2                                                  | 3                                                  | 6                                                  | 6                                                  | 4                                                  | –                                                  | –                                                  | 5                                                  |                                                    | 2                                                  | –                                                  | –                                                  | –                                                  | 12                                                 | 5                                                  | –                                                  | –                                                  | –                                                  | 4                                                  | 5                                                  | 54                                                 |
| Pays                                                      | Pologne                                            | 6                                                  | 3                                                  | –                                                  | 2                                                  | 8                                                  | –                                                  | –                                                  | 1                                                  | –                                                  | 2                                                  |                                                    | 3                                                  | 5                                                  | 8                                                  | 3                                                  | 2                                                  | –                                                  | 3                                                  | 3                                                  | 8                                                  | 12                                                 | 69                                                 |
| Pays                                                      | Moldavie                                           | 5                                                  | 6                                                  | 12                                                 | 7                                                  | 10                                                 | 10                                                 | 8                                                  | 10                                                 | 12                                                 | 7                                                  | 10                                                 |                                                    | 8                                                  | 10                                                 | 7                                                  | 10                                                 | 10                                                 | 8                                                  | 10                                                 | 12                                                 | 8                                                  | 180                                                |
| Pays                                                      | Islande                                            | 7                                                  | 1                                                  | –                                                  | 4                                                  | –                                                  | –                                                  | 5                                                  | –                                                  | –                                                  | –                                                  | 1                                                  | –                                                  |                                                    | –                                                  | –                                                  | –                                                  | –                                                  | 4                                                  | 7                                                  | –                                                  | 2                                                  | 31                                                 |
| Pays                                                      | Rep. tchèque                                       | –                                                  | –                                                  | –                                                  | –                                                  | –                                                  | –                                                  | –                                                  | –                                                  | 2                                                  | –                                                  | –                                                  | –                                                  | –                                                  |                                                    | –                                                  | –                                                  | –                                                  | –                                                  | –                                                  | –                                                  | –                                                  | 2                                                  |
| Pays                                                      | Chypre                                             | 4                                                  | 7                                                  | 6                                                  | 3                                                  | 4                                                  | 5                                                  | 6                                                  | –                                                  | 3                                                  | 12                                                 | 7                                                  | 7                                                  | 4                                                  | 4                                                  |                                                    | 12                                                 | 4                                                  | 6                                                  | –                                                  | 3                                                  | 6                                                  | 103                                                |
| Pays                                                      | Arménie                                            | 3                                                  | 10                                                 | 5                                                  | –                                                  | 7                                                  | –                                                  | 4                                                  | –                                                  | –                                                  | 8                                                  | 6                                                  | 4                                                  | –                                                  | 5                                                  | 8                                                  |                                                    | –                                                  | 1                                                  | 4                                                  | –                                                  | –                                                  | 65                                                 |
| Pays                                                      | Slovénie                                           | –                                                  | –                                                  | –                                                  | –                                                  | 2                                                  | 8                                                  | 2                                                  | –                                                  | 4                                                  | –                                                  | 3                                                  | –                                                  | –                                                  | 1                                                  | –                                                  | –                                                  |                                                    | –                                                  | –                                                  | –                                                  | –                                                  | 20                                                 |
| Pays                                                      | Lettonie                                           | –                                                  | –                                                  | –                                                  | –                                                  | –                                                  | –                                                  | 1                                                  | 4                                                  | –                                                  | –                                                  | –                                                  | 5                                                  | 1                                                  | –                                                  | –                                                  | –                                                  | –                                                  |                                                    | 2                                                  | –                                                  | 7                                                  | 20                                                 |
| Le tableau suit l'ordre de passage des pays participants. |                                                    |                                                    |                                                    |                                                    |                                                    |                                                    |                                                    |                                                    |                                                    |                                                    |                                                    |                                                    |                                                    |                                                    |                                                    |                                                    |                                                    |                                                    |                                                    |                                                    |                                                    |                                                    |                                                    |

| Première demi-finale                                      | Jurys | Jurys  | Télévote | Télévote | Total | Total  |
| Première demi-finale                                      | Place | Points | Place    | Points   | Place | Points |
| --------------------------------------------------------- | ----- | ------ | -------- | -------- | ----- | ------ |
| Suède                                                     | 3e    | 124    | 4e       | 103      | 3e    | 227    |
| Géorgie                                                   | 8e    | 62     | 13e      | 37       | 11e   | 99     |
| Australie                                                 | 2e    | 139    | 15e      | 21       | 6e    | 160    |
| Albanie                                                   | 14e   | 38     | 12e      | 38       | 14e   | 76     |
| Belgique                                                  | 13e   | 40     | 3e       | 125      | 4e    | 165    |
| Monténégro                                                | 16e   | 17     | 11e      | 39       | 16e   | 56     |
| Finlande                                                  | 12e   | 41     | 10e      | 51       | 12e   | 92     |
| Azerbaïdjan                                               | 5e    | 87     | 8e       | 63       | 8e    | 150    |
| Portugal                                                  | 1re   | 173    | 1re      | 197      | 1re   | 370    |
| Grèce                                                     | 9e    | 61     | 9e       | 54       | 10e   | 115    |
| Pologne                                                   | 11e   | 50     | 6e       | 69       | 9e    | 119    |
| Moldavie                                                  | 4e    | 111    | 2e       | 180      | 2e    | 291    |
| Islande                                                   | 15e   | 29     | 14e      | 31       | 15e   | 60     |
| Tchéquie                                                  | 7e    | 81     | 18e      | 2        | 13e   | 83     |
| Chypre                                                    | 10e   | 61     | 5e       | 103      | 5e    | 164    |
| Arménie                                                   | 6e    | 87     | 7e       | 65       | 7e    | 152    |
| Slovénie                                                  | 17e   | 16     | 16e      | 20       | 17e   | 36     |
| Lettonie                                                  | 18e   | 1      | 17e      | 20       | 18e   | 21     |
| Le tableau suit l'ordre de passage des pays participants. |       |        |          |          |       |        |

#### Deuxième demi-finale
- Dix premiers par les jurys
- Dix premiers par le télévote
- Pays qualifiés
- Dernier

| Détail du vote des jurys lors de la deuxième demi-finale  | Détail du vote des jurys lors de la deuxième demi-finale | Détail du vote des jurys lors de la deuxième demi-finale | Détail du vote des jurys lors de la deuxième demi-finale | Détail du vote des jurys lors de la deuxième demi-finale | Détail du vote des jurys lors de la deuxième demi-finale | Détail du vote des jurys lors de la deuxième demi-finale | Détail du vote des jurys lors de la deuxième demi-finale | Détail du vote des jurys lors de la deuxième demi-finale | Détail du vote des jurys lors de la deuxième demi-finale | Détail du vote des jurys lors de la deuxième demi-finale | Détail du vote des jurys lors de la deuxième demi-finale | Détail du vote des jurys lors de la deuxième demi-finale | Détail du vote des jurys lors de la deuxième demi-finale | Détail du vote des jurys lors de la deuxième demi-finale | Détail du vote des jurys lors de la deuxième demi-finale | Détail du vote des jurys lors de la deuxième demi-finale | Détail du vote des jurys lors de la deuxième demi-finale | Détail du vote des jurys lors de la deuxième demi-finale | Détail du vote des jurys lors de la deuxième demi-finale | Détail du vote des jurys lors de la deuxième demi-finale | Détail du vote des jurys lors de la deuxième demi-finale | Détail du vote des jurys lors de la deuxième demi-finale | Détail du vote des jurys lors de la deuxième demi-finale |
|                                                           |                                                          | Points attribués                                         | Points attribués                                         | Points attribués                                         | Points attribués                                         | Points attribués                                         | Points attribués                                         | Points attribués                                         | Points attribués                                         | Points attribués                                         | Points attribués                                         | Points attribués                                         | Points attribués                                         | Points attribués                                         | Points attribués                                         | Points attribués                                         | Points attribués                                         | Points attribués                                         | Points attribués                                         | Points attribués                                         | Points attribués                                         | Points attribués                                         | Points attribués                                         |
| --------------------------------------------------------- | -------------------------------------------------------- | -------------------------------------------------------- | -------------------------------------------------------- | -------------------------------------------------------- | -------------------------------------------------------- | -------------------------------------------------------- | -------------------------------------------------------- | -------------------------------------------------------- | -------------------------------------------------------- | -------------------------------------------------------- | -------------------------------------------------------- | -------------------------------------------------------- | -------------------------------------------------------- | -------------------------------------------------------- | -------------------------------------------------------- | -------------------------------------------------------- | -------------------------------------------------------- | -------------------------------------------------------- | -------------------------------------------------------- | -------------------------------------------------------- | -------------------------------------------------------- | -------------------------------------------------------- | -------------------------------------------------------- |
| Drapeau de la Serbie                                      | Drapeau de l'Autriche                                    | Drapeau de la Macédoine                                  | Drapeau de Malte                                         | Drapeau de la Roumanie                                   | Drapeau des Pays-Bas                                     | Drapeau de la Hongrie                                    | Drapeau du Danemark                                      | Drapeau de l'Irlande                                     | Drapeau de Saint-Marin                                   | Drapeau de la Croatie                                    | Drapeau de la Norvège                                    | Drapeau de la Suisse                                     | Drapeau de la Biélorussie                                | Drapeau de la Bulgarie                                   | Drapeau de la Lituanie                                   | Drapeau de l'Estonie                                     | Drapeau d’Israël                                         | Drapeau de l'Allemagne                                   | Drapeau de la France                                     | Drapeau de l'Ukraine                                     | Total                                                    |                                                          |                                                          |
| Pays                                                      | Serbie                                                   |                                                          | –                                                        | –                                                        | 2                                                        | –                                                        | 6                                                        | 4                                                        | 8                                                        | 2                                                        | 2                                                        | 2                                                        | 6                                                        | 6                                                        | 4                                                        | 2                                                        | –                                                        | 1                                                        | –                                                        | 7                                                        | 1                                                        | –                                                        | 53                                                       |
| Pays                                                      | Autriche                                                 | 6                                                        |                                                          | 3                                                        | –                                                        | 5                                                        | 8                                                        | 8                                                        | 7                                                        | 10                                                       | 7                                                        | 5                                                        | 4                                                        | 7                                                        | 6                                                        | 12                                                       | 4                                                        | 5                                                        | 8                                                        | 6                                                        | 4                                                        | –                                                        | 115                                                      |
| Pays                                                      | Macédoine                                                | 5                                                        | –                                                        |                                                          | 8                                                        | –                                                        | –                                                        | 2                                                        | –                                                        | –                                                        | –                                                        | –                                                        | 3                                                        | –                                                        | –                                                        | –                                                        | –                                                        | –                                                        | –                                                        | –                                                        | 8                                                        | 3                                                        | 29                                                       |
| Pays                                                      | Malte                                                    | 2                                                        | 6                                                        | 8                                                        |                                                          | 1                                                        | 3                                                        | –                                                        | –                                                        | 5                                                        | 1                                                        | 1                                                        | –                                                        | –                                                        | 5                                                        | 7                                                        | 1                                                        | 4                                                        | 2                                                        | 3                                                        | 6                                                        | –                                                        | 55                                                       |
| Pays                                                      | Roumanie                                                 | –                                                        | –                                                        | 10                                                       | 4                                                        |                                                          | 1                                                        | –                                                        | –                                                        | 4                                                        | –                                                        | –                                                        | –                                                        | –                                                        | –                                                        | –                                                        | –                                                        | –                                                        | 3                                                        | –                                                        | –                                                        | 4                                                        | 26                                                       |
| Pays                                                      | Pays-Bas                                                 | 8                                                        | 8                                                        | 6                                                        | 6                                                        | 12                                                       |                                                          | 10                                                       | 10                                                       | 3                                                        | 12                                                       | 12                                                       | 8                                                        | 8                                                        | 8                                                        | 8                                                        | 5                                                        | 6                                                        | –                                                        | 8                                                        | 5                                                        | 6                                                        | 149                                                      |
| Pays                                                      | Hongrie                                                  | 12                                                       | 3                                                        | 5                                                        | –                                                        | –                                                        | –                                                        |                                                          | 3                                                        | –                                                        | 3                                                        | 10                                                       | 2                                                        | 5                                                        | –                                                        | –                                                        | 2                                                        | 2                                                        | 12                                                       | –                                                        | –                                                        | 7                                                        | 66                                                       |
| Pays                                                      | Danemark                                                 | 4                                                        | –                                                        | 7                                                        | 5                                                        | 10                                                       | 10                                                       | 6                                                        |                                                          | 1                                                        | 5                                                        | 8                                                        | 10                                                       | 3                                                        | 2                                                        | 4                                                        | 6                                                        | 8                                                        | 4                                                        | 1                                                        | 2                                                        | –                                                        | 96                                                       |
| Pays                                                      | Irlande                                                  | –                                                        | 10                                                       | –                                                        | 1                                                        | 3                                                        | –                                                        | 5                                                        | 2                                                        |                                                          | –                                                        | –                                                        | –                                                        | 2                                                        | –                                                        | 1                                                        | 8                                                        | 7                                                        | –                                                        | 4                                                        | –                                                        | 2                                                        | 45                                                       |
| Pays                                                      | Saint-Marin                                              | –                                                        | –                                                        | –                                                        | –                                                        | –                                                        | –                                                        | –                                                        | –                                                        | –                                                        |                                                          | –                                                        | –                                                        | –                                                        | –                                                        | –                                                        | –                                                        | –                                                        | –                                                        | –                                                        | –                                                        | –                                                        | 0                                                        |
| Pays                                                      | Croatie                                                  | 3                                                        | 1                                                        | –                                                        | –                                                        | 7                                                        | 2                                                        | –                                                        | –                                                        | –                                                        | 4                                                        |                                                          | 1                                                        | –                                                        | 3                                                        | 6                                                        | –                                                        | –                                                        | –                                                        | 5                                                        | –                                                        | 5                                                        | 37                                                       |
| Pays                                                      | Norvège                                                  | 1                                                        | 5                                                        | –                                                        | –                                                        | 2                                                        | 7                                                        | 7                                                        | 12                                                       | 7                                                        | 10                                                       | 4                                                        |                                                          | 10                                                       | 10                                                       | 5                                                        | 12                                                       | 10                                                       | 10                                                       | 12                                                       | 3                                                        | 10                                                       | 137                                                      |
| Pays                                                      | Suisse                                                   | –                                                        | 4                                                        | 1                                                        | –                                                        | 6                                                        | 4                                                        | –                                                        | 4                                                        | 8                                                        | –                                                        | –                                                        | 5                                                        |                                                          | –                                                        | 3                                                        | 7                                                        | 3                                                        | 1                                                        | 2                                                        | –                                                        | –                                                        | 48                                                       |
| Pays                                                      | Biélorussie                                              | –                                                        | 7                                                        | –                                                        | 7                                                        | –                                                        | –                                                        | 3                                                        | –                                                        | –                                                        | –                                                        | 7                                                        | –                                                        | 1                                                        |                                                          | –                                                        | 3                                                        | –                                                        | 5                                                        | –                                                        | 10                                                       | 12                                                       | 55                                                       |
| Pays                                                      | Bulgarie                                                 | 10                                                       | 12                                                       | 12                                                       | 12                                                       | 8                                                        | 12                                                       | 12                                                       | 6                                                        | 12                                                       | 8                                                        | 6                                                        | 12                                                       | 12                                                       | 12                                                       |                                                          | 10                                                       | 12                                                       | 6                                                        | 10                                                       | 7                                                        | 8                                                        | 199                                                      |
| Pays                                                      | Lituanie                                                 | –                                                        | –                                                        | 4                                                        | –                                                        | –                                                        | –                                                        | –                                                        | –                                                        | –                                                        | 6                                                        | –                                                        | –                                                        | –                                                        | 7                                                        | –                                                        |                                                          | –                                                        | –                                                        | –                                                        | –                                                        | –                                                        | 17                                                       |
| Pays                                                      | Estonie                                                  | –                                                        | 2                                                        | 2                                                        | 3                                                        | –                                                        | –                                                        | –                                                        | 1                                                        | –                                                        | –                                                        | –                                                        | –                                                        | –                                                        | 1                                                        | –                                                        | –                                                        |                                                          | 7                                                        | –                                                        | –                                                        | –                                                        | 16                                                       |
| Pays                                                      | Israël                                                   | 7                                                        | –                                                        | –                                                        | 10                                                       | 4                                                        | 5                                                        | 1                                                        | 5                                                        | 6                                                        | –                                                        | 3                                                        | 7                                                        | 4                                                        | –                                                        | 10                                                       | –                                                        | –                                                        |                                                          | –                                                        | 12                                                       | 1                                                        | 75                                                       |
| Le tableau suit l'ordre de passage des pays participants. |                                                          |                                                          |                                                          |                                                          |                                                          |                                                          |                                                          |                                                          |                                                          |                                                          |                                                          |                                                          |                                                          |                                                          |                                                          |                                                          |                                                          |                                                          |                                                          |                                                          |                                                          |                                                          |                                                          |

| Détail du télévote lors de la deuxième demi–finale        | Détail du télévote lors de la deuxième demi–finale | Détail du télévote lors de la deuxième demi–finale | Détail du télévote lors de la deuxième demi–finale | Détail du télévote lors de la deuxième demi–finale | Détail du télévote lors de la deuxième demi–finale | Détail du télévote lors de la deuxième demi–finale | Détail du télévote lors de la deuxième demi–finale | Détail du télévote lors de la deuxième demi–finale | Détail du télévote lors de la deuxième demi–finale | Détail du télévote lors de la deuxième demi–finale | Détail du télévote lors de la deuxième demi–finale | Détail du télévote lors de la deuxième demi–finale | Détail du télévote lors de la deuxième demi–finale | Détail du télévote lors de la deuxième demi–finale | Détail du télévote lors de la deuxième demi–finale | Détail du télévote lors de la deuxième demi–finale | Détail du télévote lors de la deuxième demi–finale | Détail du télévote lors de la deuxième demi–finale | Détail du télévote lors de la deuxième demi–finale | Détail du télévote lors de la deuxième demi–finale | Détail du télévote lors de la deuxième demi–finale | Détail du télévote lors de la deuxième demi–finale | Détail du télévote lors de la deuxième demi–finale |
|                                                           |                                                    | Points attribués                                   | Points attribués                                   | Points attribués                                   | Points attribués                                   | Points attribués                                   | Points attribués                                   | Points attribués                                   | Points attribués                                   | Points attribués                                   | Points attribués                                   | Points attribués                                   | Points attribués                                   | Points attribués                                   | Points attribués                                   | Points attribués                                   | Points attribués                                   | Points attribués                                   | Points attribués                                   | Points attribués                                   | Points attribués                                   | Points attribués                                   | Points attribués                                   |
| --------------------------------------------------------- | -------------------------------------------------- | -------------------------------------------------- | -------------------------------------------------- | -------------------------------------------------- | -------------------------------------------------- | -------------------------------------------------- | -------------------------------------------------- | -------------------------------------------------- | -------------------------------------------------- | -------------------------------------------------- | -------------------------------------------------- | -------------------------------------------------- | -------------------------------------------------- | -------------------------------------------------- | -------------------------------------------------- | -------------------------------------------------- | -------------------------------------------------- | -------------------------------------------------- | -------------------------------------------------- | -------------------------------------------------- | -------------------------------------------------- | -------------------------------------------------- | -------------------------------------------------- |
| Drapeau de la Serbie                                      | Drapeau de l'Autriche                              | Drapeau de la Macédoine                            | Drapeau de Malte                                   | Drapeau de la Roumanie                             | Drapeau des Pays-Bas                               | Drapeau de la Hongrie                              | Drapeau du Danemark                                | Drapeau de l'Irlande                               | Drapeau de Saint-Marin                             | Drapeau de la Croatie                              | Drapeau de la Norvège                              | Drapeau de la Suisse                               | Drapeau de la Biélorussie                          | Drapeau de la Bulgarie                             | Drapeau de la Lituanie                             | Drapeau de l'Estonie                               | Drapeau d’Israël                                   | Drapeau de l'Allemagne                             | Drapeau de la France                               | Drapeau de l'Ukraine                               | Total                                              |                                                    |                                                    |
| Pays                                                      | Serbie                                             |                                                    | 6                                                  | 12                                                 | –                                                  | –                                                  | –                                                  | –                                                  | –                                                  | –                                                  | –                                                  | 10                                                 | –                                                  | 12                                                 | –                                                  | –                                                  | –                                                  | –                                                  | –                                                  | –                                                  | 5                                                  | –                                                  | 45                                                 |
| Pays                                                      | Autriche                                           | 1                                                  |                                                    | –                                                  | 1                                                  | 4                                                  | 6                                                  | 3                                                  | 3                                                  | –                                                  | 1                                                  | 4                                                  | –                                                  | 2                                                  | –                                                  | –                                                  | –                                                  | –                                                  | 3                                                  | 4                                                  | –                                                  | –                                                  | 32                                                 |
| Pays                                                      | Macédoine                                          | 10                                                 | –                                                  |                                                    | –                                                  | –                                                  | –                                                  | –                                                  | –                                                  | –                                                  | 4                                                  | 6                                                  | –                                                  | 3                                                  | –                                                  | 12                                                 | –                                                  | –                                                  | 5                                                  | –                                                  | –                                                  | –                                                  | 40                                                 |
| Pays                                                      | Malte                                              | –                                                  | –                                                  | –                                                  |                                                    | –                                                  | –                                                  | –                                                  | –                                                  | –                                                  | –                                                  | –                                                  | –                                                  | –                                                  | –                                                  | –                                                  | –                                                  | –                                                  | –                                                  | –                                                  | –                                                  | –                                                  | 0                                                  |
| Pays                                                      | Roumanie                                           | 6                                                  | 7                                                  | 3                                                  | 7                                                  |                                                    | 8                                                  | 7                                                  | 8                                                  | 8                                                  | 8                                                  | 7                                                  | 8                                                  | 7                                                  | 5                                                  | 7                                                  | 6                                                  | 12                                                 | 10                                                 | 7                                                  | 12                                                 | 5                                                  | 148                                                |
| Pays                                                      | Pays-Bas                                           | –                                                  | 4                                                  | 2                                                  | 3                                                  | –                                                  |                                                    | 6                                                  | 7                                                  | 5                                                  | 3                                                  | 2                                                  | 3                                                  | 4                                                  | –                                                  | 1                                                  | –                                                  | 2                                                  | 4                                                  | 5                                                  | –                                                  | –                                                  | 51                                                 |
| Pays                                                      | Hongrie                                            | 12                                                 | 12                                                 | 6                                                  | 6                                                  | 12                                                 | 10                                                 |                                                    | 4                                                  | 6                                                  | 10                                                 | 12                                                 | 6                                                  | 8                                                  | 10                                                 | 8                                                  | 5                                                  | 8                                                  | 7                                                  | 10                                                 | 7                                                  | 6                                                  | 165                                                |
| Pays                                                      | Danemark                                           | –                                                  | –                                                  | –                                                  | –                                                  | –                                                  | 1                                                  | –                                                  |                                                    | –                                                  | –                                                  | –                                                  | 4                                                  | –                                                  | –                                                  | –                                                  | –                                                  | –                                                  | –                                                  | –                                                  | –                                                  | –                                                  | 5                                                  |
| Pays                                                      | Irlande                                            | –                                                  | 3                                                  | 1                                                  | 4                                                  | 6                                                  | 2                                                  | –                                                  | 5                                                  |                                                    | 2                                                  | –                                                  | 2                                                  | –                                                  | 3                                                  | –                                                  | 4                                                  | 7                                                  | 1                                                  | –                                                  | 1                                                  | –                                                  | 41                                                 |
| Pays                                                      | Saint-Marin                                        | –                                                  | –                                                  | –                                                  | –                                                  | –                                                  | –                                                  | –                                                  | –                                                  | –                                                  |                                                    | –                                                  | –                                                  | –                                                  | –                                                  | –                                                  | –                                                  | –                                                  | –                                                  | 1                                                  | –                                                  | –                                                  | 1                                                  |
| Pays                                                      | Croatie                                            | 7                                                  | 10                                                 | 8                                                  | 8                                                  | 5                                                  | 4                                                  | 10                                                 | –                                                  | 7                                                  | 6                                                  |                                                    | 1                                                  | 10                                                 | 4                                                  | 6                                                  | 2                                                  | 5                                                  | –                                                  | 6                                                  | 2                                                  | 3                                                  | 104                                                |
| Pays                                                      | Norvège                                            | 3                                                  | –                                                  | –                                                  | –                                                  | 2                                                  | 5                                                  | 5                                                  | 10                                                 | 2                                                  | –                                                  | –                                                  |                                                    | –                                                  | 6                                                  | 3                                                  | 7                                                  | 3                                                  | –                                                  | 2                                                  | –                                                  | 4                                                  | 52                                                 |
| Pays                                                      | Suisse                                             | 4                                                  | 2                                                  | 5                                                  | 5                                                  | 10                                                 | –                                                  | 1                                                  | 1                                                  | –                                                  | 5                                                  | 1                                                  | –                                                  |                                                    | 2                                                  | 4                                                  | 1                                                  | –                                                  | 2                                                  | –                                                  | 4                                                  | 2                                                  | 49                                                 |
| Pays                                                      | Biélorussie                                        | 2                                                  | 1                                                  | –                                                  | –                                                  | 1                                                  | 3                                                  | 2                                                  | –                                                  | 1                                                  | –                                                  | 3                                                  | –                                                  | –                                                  |                                                    | 5                                                  | 8                                                  | 6                                                  | 8                                                  | –                                                  | 3                                                  | 12                                                 | 55                                                 |
| Pays                                                      | Bulgarie                                           | 8                                                  | 8                                                  | 10                                                 | 12                                                 | 8                                                  | 12                                                 | 12                                                 | 12                                                 | 10                                                 | 12                                                 | 8                                                  | 12                                                 | 6                                                  | 12                                                 |                                                    | 10                                                 | 10                                                 | 12                                                 | 12                                                 | 8                                                  | 10                                                 | 204                                                |
| Pays                                                      | Lituanie                                           | –                                                  | –                                                  | –                                                  | –                                                  | –                                                  | –                                                  | –                                                  | –                                                  | 12                                                 | –                                                  | –                                                  | 10                                                 | –                                                  | 1                                                  | –                                                  |                                                    | 1                                                  | –                                                  | –                                                  | –                                                  | 1                                                  | 25                                                 |
| Pays                                                      | Estonie                                            | –                                                  | –                                                  | 4                                                  | 2                                                  | 3                                                  | –                                                  | 4                                                  | 2                                                  | 3                                                  | –                                                  | –                                                  | 5                                                  | 1                                                  | 8                                                  | 2                                                  | 12                                                 |                                                    | 6                                                  | 3                                                  | 6                                                  | 8                                                  | 69                                                 |
| Pays                                                      | Israël                                             | 5                                                  | 5                                                  | 7                                                  | 10                                                 | 7                                                  | 7                                                  | 8                                                  | 6                                                  | 4                                                  | 7                                                  | 5                                                  | 7                                                  | 5                                                  | 7                                                  | 10                                                 | 3                                                  | 4                                                  |                                                    | 8                                                  | 10                                                 | 7                                                  | 132                                                |
| Le tableau suit l'ordre de passage des pays participants. |                                                    |                                                    |                                                    |                                                    |                                                    |                                                    |                                                    |                                                    |                                                    |                                                    |                                                    |                                                    |                                                    |                                                    |                                                    |                                                    |                                                    |                                                    |                                                    |                                                    |                                                    |                                                    |                                                    |

| Deuxième demi-finale                                      | Jurys | Jurys  | Télévote | Télévote | Total | Total  |
| Deuxième demi-finale                                      | Place | Points | Place    | Points   | Place | Points |
| --------------------------------------------------------- | ----- | ------ | -------- | -------- | ----- | ------ |
| Serbie                                                    | 10e   | 53     | 11e      | 45       | 11e   | 98     |
| Autriche                                                  | 4e    | 115    | 14e      | 32       | 7e    | 147    |
| Macédoine                                                 | 14e   | 29     | 13e      | 40       | 15e   | 69     |
| Malte                                                     | 8e    | 55     | 18e      | 0        | 16e   | 55     |
| Roumanie                                                  | 15e   | 26     | 3e       | 148      | 6e    | 174    |
| Pays-Bas                                                  | 2e    | 149    | 9e       | 51       | 4e    | 200    |
| Hongrie                                                   | 7e    | 66     | 2e       | 165      | 2e    | 231    |
| Danemark                                                  | 5e    | 96     | 16e      | 5        | 10e   | 101    |
| Irlande                                                   | 12e   | 45     | 12e      | 41       | 13e   | 86     |
| Saint-Marin                                               | 18e   | 0      | 17e      | 1        | 18e   | 1      |
| Croatie                                                   | 13e   | 37     | 5e       | 104      | 8e    | 141    |
| Norvège                                                   | 3e    | 137    | 8e       | 52       | 5e    | 189    |
| Suisse                                                    | 11e   | 48     | 10e      | 49       | 12e   | 97     |
| Biélorussie                                               | 9e    | 55     | 7e       | 55       | 9e    | 110    |
| Bulgarie                                                  | 1er   | 199    | 1er      | 204      | 1er   | 403    |
| Lituanie                                                  | 16e   | 17     | 15e      | 25       | 17e   | 42     |
| Estonie                                                   | 17e   | 16     | 6e       | 69       | 14e   | 85     |
| Israël                                                    | 6e    | 75     | 4e       | 132      | 3e    | 207    |
| Le tableau suit l'ordre de passage des pays participants. |       |        |          |          |       |        |

#### Finale
- Premier
- Deuxième
- Troisième
- Dernier

| Détail du vote des jurys lors de la finale                                                                 | Détail du vote des jurys lors de la finale | Détail du vote des jurys lors de la finale | Détail du vote des jurys lors de la finale | Détail du vote des jurys lors de la finale | Détail du vote des jurys lors de la finale | Détail du vote des jurys lors de la finale | Détail du vote des jurys lors de la finale | Détail du vote des jurys lors de la finale | Détail du vote des jurys lors de la finale | Détail du vote des jurys lors de la finale | Détail du vote des jurys lors de la finale | Détail du vote des jurys lors de la finale | Détail du vote des jurys lors de la finale | Détail du vote des jurys lors de la finale | Détail du vote des jurys lors de la finale | Détail du vote des jurys lors de la finale | Détail du vote des jurys lors de la finale | Détail du vote des jurys lors de la finale | Détail du vote des jurys lors de la finale | Détail du vote des jurys lors de la finale | Détail du vote des jurys lors de la finale | Détail du vote des jurys lors de la finale | Détail du vote des jurys lors de la finale | Détail du vote des jurys lors de la finale | Détail du vote des jurys lors de la finale | Détail du vote des jurys lors de la finale | Détail du vote des jurys lors de la finale | Détail du vote des jurys lors de la finale | Détail du vote des jurys lors de la finale | Détail du vote des jurys lors de la finale | Détail du vote des jurys lors de la finale | Détail du vote des jurys lors de la finale | Détail du vote des jurys lors de la finale | Détail du vote des jurys lors de la finale | Détail du vote des jurys lors de la finale | Détail du vote des jurys lors de la finale | Détail du vote des jurys lors de la finale | Détail du vote des jurys lors de la finale | Détail du vote des jurys lors de la finale | Détail du vote des jurys lors de la finale | Détail du vote des jurys lors de la finale | Détail du vote des jurys lors de la finale | Détail du vote des jurys lors de la finale | Détail du vote des jurys lors de la finale |
| |                                            | Points attribués                           | Points attribués                           | Points attribués                           | Points attribués                           | Points attribués                           | Points attribués                           | Points attribués                           | Points attribués                           | Points attribués                           | Points attribués                           | Points attribués                           | Points attribués                           | Points attribués                           | Points attribués                           | Points attribués                           | Points attribués                           | Points attribués                           | Points attribués                           | Points attribués                           | Points attribués                           | Points attribués                           | Points attribués                           | Points attribués                           | Points attribués                           | Points attribués                           | Points attribués                           | Points attribués                           | Points attribués                           | Points attribués                           | Points attribués                           | Points attribués                           | Points attribués                           | Points attribués                           | Points attribués                           | Points attribués                           | Points attribués                           | Points attribués                           | Points attribués                           | Points attribués                           | Points attribués                           | Points attribués                           | Points attribués                           | Points attribués                           |
| --- | ------------------------------------------ | ------------------------------------------ | ------------------------------------------ | ------------------------------------------ | ------------------------------------------ | ------------------------------------------ | ------------------------------------------ | ------------------------------------------ | ------------------------------------------ | ------------------------------------------ | ------------------------------------------ | ------------------------------------------ | ------------------------------------------ | ------------------------------------------ | ------------------------------------------ | ------------------------------------------ | ------------------------------------------ | ------------------------------------------ | ------------------------------------------ | ------------------------------------------ | ------------------------------------------ | ------------------------------------------ | ------------------------------------------ | ------------------------------------------ | ------------------------------------------ | ------------------------------------------ | ------------------------------------------ | ------------------------------------------ | ------------------------------------------ | ------------------------------------------ | ------------------------------------------ | ------------------------------------------ | ------------------------------------------ | ------------------------------------------ | ------------------------------------------ | ------------------------------------------ | ------------------------------------------ | ------------------------------------------ | ------------------------------------------ | ------------------------------------------ | ------------------------------------------ | ------------------------------------------ | ------------------------------------------ | ------------------------------------------ |
| Drapeau de la Suède                                                                                        | Drapeau de l'Azerbaïdjan                   | Drapeau de Saint-Marin                     | Drapeau de la Lettonie                     | Drapeau d’Israël                           | Drapeau du Monténégro                      | Drapeau de l'Albanie                       | Drapeau de Malte                           | Drapeau de la Macédoine                    | Drapeau du Danemark                        | Drapeau de l'Autriche                      | Drapeau de la Norvège                      | Drapeau de l'Espagne                       | Drapeau de la Finlande                     | Drapeau de la France                       | Drapeau de la Grèce                        | Drapeau de la Lituanie                     | Drapeau de l'Estonie                       | Drapeau de la Moldavie                     | Drapeau de l'Arménie                       | Drapeau de la Bulgarie                     | Drapeau de l'Islande                       | Drapeau de la Serbie                       | Drapeau de l'Australie                     | Drapeau de l'Italie                        | Drapeau de l'Allemagne                     | Drapeau du Portugal                        | Drapeau de la Suisse                       | Drapeau des Pays-Bas                       | Drapeau de l'Irlande                       | Drapeau de la Géorgie                      | Drapeau de Chypre                          | Drapeau de la Biélorussie                  | Drapeau de la Roumanie                     | Drapeau de la Hongrie                      | Drapeau de la Slovénie                     | Drapeau de la Belgique                     | Drapeau de la Pologne                      | Drapeau du Royaume-Uni                     | Drapeau de la Croatie                      | Drapeau de la Tchéquie                     | Drapeau de l'Ukraine                       | Total                                      |                                            |                                            |
| Pays | Israël                                     | –                                          | 4                                          | –                                          | –                                          |                                            | –                                          | –                                          | 7                                          | –                                          | –                                          | –                                          | 5                                          | –                                          | –                                          | 6                                          | –                                          | –                                          | –                                          | –                                          | –                                          | 8                                          | –                                          | 1                                          | –                                          | –                                          | –                                          | –                                          | –                                          | –                                          | –                                          | –                                          | –                                          | 1                                          | 2                                          | –                                          | –                                          | –                                          | –                                          | –                                          | –                                          | –                                          | –                                          | 34                                         |
| Pays | Pologne                                    | –                                          | 6                                          | 1                                          | –                                          | –                                          | –                                          | –                                          | –                                          | –                                          | –                                          | –                                          | –                                          | –                                          | –                                          | –                                          | –                                          | –                                          | –                                          | –                                          | –                                          | 7                                          | –                                          | –                                          | 2                                          | –                                          | –                                          | –                                          | –                                          | –                                          | –                                          | –                                          | –                                          | 2                                          | –                                          | –                                          | 4                                          | –                                          |                                            | –                                          | –                                          | 1                                          | –                                          | 23                                         |
| Pays | Biélorussie                                | –                                          | 12                                         | –                                          | 2                                          | 1                                          | –                                          | –                                          | 2                                          | –                                          | –                                          | 7                                          | –                                          | –                                          | –                                          | –                                          | 3                                          | –                                          | –                                          | 3                                          | –                                          | 2                                          | –                                          | –                                          | –                                          | –                                          | –                                          | –                                          | –                                          | –                                          | –                                          | –                                          | –                                          |                                            | –                                          | –                                          | –                                          | –                                          | –                                          | 1                                          | 5                                          | –                                          | 12                                         | 50                                         |
| Pays | Autriche                                   | 4                                          | –                                          | –                                          | 6                                          | –                                          | 1                                          | –                                          | –                                          | –                                          | 7                                          |                                            | –                                          | 3                                          | –                                          | 1                                          | –                                          | 5                                          | –                                          | 2                                          | 1                                          | 12                                         | –                                          | 4                                          | 3                                          | 1                                          | 2                                          | 10                                         | –                                          | 3                                          | 7                                          | 5                                          | –                                          | 4                                          | 1                                          | –                                          | –                                          | 3                                          | –                                          | 3                                          | 1                                          | 4                                          | –                                          | 93                                         |
| Pays | Arménie                                    | –                                          | –                                          | 4                                          | –                                          | –                                          | 4                                          | 7                                          | 1                                          | –                                          | 1                                          | –                                          | –                                          | –                                          | –                                          | –                                          | 8                                          | 3                                          | –                                          | 6                                          |                                            | 4                                          | –                                          | 5                                          | 1                                          | 4                                          | –                                          | –                                          | –                                          | –                                          | –                                          | 3                                          | –                                          | –                                          | –                                          | 2                                          | 3                                          | –                                          | 2                                          | –                                          | –                                          | –                                          | –                                          | 58                                         |
| Pays | Pays-Bas                                   | 3                                          | –                                          | 7                                          | –                                          | –                                          | –                                          | –                                          | –                                          | –                                          | 5                                          | 12                                         | 4                                          | 1                                          | –                                          | 4                                          | –                                          | 2                                          | 4                                          | –                                          | –                                          | 10                                         | –                                          | –                                          | 4                                          | –                                          | 7                                          | 3                                          | 7                                          |                                            | 4                                          | 1                                          | –                                          | 5                                          | 12                                         | 8                                          | 1                                          | –                                          | 8                                          | 4                                          | 8                                          | 8                                          | 3                                          | 135                                        |
| Pays | Moldavie                                   | 8                                          | 10                                         | –                                          | 1                                          | 3                                          | –                                          | –                                          | –                                          | 6                                          | 3                                          | –                                          | 2                                          | 7                                          | 3                                          | –                                          | 7                                          | –                                          | –                                          |                                            | 8                                          | –                                          | –                                          | 7                                          | 10                                         | 8                                          | –                                          | 6                                          | –                                          | –                                          | –                                          | –                                          | –                                          | –                                          | 8                                          | –                                          | –                                          | –                                          | –                                          | 6                                          | –                                          | 3                                          | 4                                          | 110                                        |
| Pays | Hongrie                                    | –                                          | –                                          | –                                          | –                                          | –                                          | –                                          | –                                          | 3                                          | –                                          | –                                          | 5                                          | –                                          | –                                          | –                                          | –                                          | –                                          | –                                          | 1                                          | 1                                          | –                                          | –                                          | 4                                          | 10                                         | –                                          | –                                          | 1                                          | –                                          | 3                                          | –                                          | –                                          | –                                          | –                                          | –                                          | –                                          |                                            | –                                          | –                                          | –                                          | –                                          | 12                                         | –                                          | 8                                          | 48                                         |
| Pays | Italie                                     | 6                                          | –                                          | 3                                          | –                                          | 2                                          | 8                                          | 12                                         | 12                                         | –                                          | –                                          | 6                                          | 7                                          | 10                                         | 7                                          | 10                                         | 4                                          | 8                                          | –                                          | –                                          | 2                                          | –                                          | 5                                          | 8                                          | –                                          |                                            | –                                          | –                                          | 2                                          | –                                          | –                                          | 2                                          | 10                                         | –                                          | –                                          | –                                          | 2                                          | –                                          | –                                          | –                                          | –                                          | –                                          | –                                          | 126                                        |
| Pays | Danemark                                   | 5                                          | –                                          | –                                          | –                                          | –                                          | –                                          | –                                          | –                                          | 7                                          |                                            | –                                          | 8                                          | –                                          | 4                                          | –                                          | –                                          | –                                          | 5                                          | –                                          | –                                          | –                                          | 3                                          | –                                          | 5                                          | –                                          | –                                          | –                                          | –                                          | 8                                          | –                                          | –                                          | –                                          | 3                                          | 5                                          | 5                                          | –                                          | –                                          | –                                          | 2                                          | 3                                          | 6                                          | –                                          | 69                                         |
| Pays | Portugal                                   | 12                                         | 8                                          | 12                                         | 12                                         | 12                                         | –                                          | 6                                          | 10                                         | 10                                         | 10                                         | 8                                          | 10                                         | 12                                         | 8                                          | 12                                         | 5                                          | 12                                         | 8                                          | 7                                          | 12                                         | –                                          | 12                                         | 12                                         | 7                                          | 5                                          | 10                                         |                                            | 12                                         | 12                                         | 5                                          | 12                                         | 8                                          | 10                                         | 6                                          | 12                                         | 12                                         | 8                                          | 12                                         | 12                                         | 7                                          | 12                                         | 10                                         | 382                                        |
| Pays | Azerbaïdjan                                | –                                          |                                            | 5                                          | –                                          | –                                          | –                                          | 2                                          | –                                          | –                                          | –                                          | –                                          | –                                          | –                                          | –                                          | –                                          | 10                                         | –                                          | –                                          | 5                                          | –                                          | 5                                          | –                                          | –                                          | –                                          | 12                                         | –                                          | 12                                         | –                                          | –                                          | 1                                          | 10                                         | 1                                          | –                                          | –                                          | 4                                          | –                                          | 4                                          | 1                                          | –                                          | –                                          | –                                          | 6                                          | 78                                         |
| Pays | Croatie                                    | –                                          | 1                                          | –                                          | –                                          | –                                          | 5                                          | –                                          | 6                                          | –                                          | –                                          | –                                          | –                                          | –                                          | –                                          | –                                          | –                                          | –                                          | –                                          | –                                          | –                                          | –                                          | –                                          | –                                          | –                                          | –                                          | 3                                          | –                                          | –                                          | –                                          | –                                          | –                                          | –                                          | –                                          | 3                                          | –                                          | –                                          | –                                          | –                                          | –                                          |                                            | –                                          | 7                                          | 25                                         |
| Pays | Australie                                  | 10                                         | –                                          | –                                          | 5                                          | –                                          | –                                          | 4                                          | –                                          | 8                                          | 8                                          | –                                          | 3                                          | 8                                          | 10                                         | 2                                          | –                                          | 1                                          | 7                                          | 4                                          | –                                          | –                                          | 10                                         | 3                                          |                                            | –                                          | 5                                          | 5                                          | 4                                          | 4                                          | –                                          | –                                          | 4                                          | 7                                          | 4                                          | 7                                          | 7                                          | 6                                          | 7                                          | 10                                         | 6                                          | 10                                         | 2                                          | 171                                        |
| Pays | Grèce                                      | –                                          | 5                                          | –                                          | –                                          | –                                          | 12                                         | 1                                          | –                                          | –                                          | –                                          | –                                          | –                                          | 2                                          | –                                          | –                                          |                                            | –                                          | –                                          | –                                          | 10                                         | 6                                          | –                                          | –                                          | –                                          | –                                          | –                                          | –                                          | –                                          | –                                          | –                                          | –                                          | 12                                         | –                                          | –                                          | –                                          | –                                          | –                                          | –                                          | –                                          | –                                          | –                                          | –                                          | 48                                         |
| Pays | Espagne                                    | –                                          | –                                          | –                                          | –                                          | –                                          | –                                          | –                                          | –                                          | –                                          | –                                          | –                                          | –                                          |                                            | –                                          | –                                          | –                                          | –                                          | –                                          | –                                          | –                                          | –                                          | –                                          | –                                          | –                                          | –                                          | –                                          | –                                          | –                                          | –                                          | –                                          | –                                          | –                                          | –                                          | –                                          | –                                          | –                                          | –                                          | –                                          | –                                          | –                                          | –                                          | –                                          | 0                                          |
| Pays | Norvège                                    | –                                          | –                                          | 10                                         | 7                                          | 5                                          | –                                          | –                                          | –                                          | 2                                          | 6                                          | 3                                          |                                            | –                                          | 1                                          | 7                                          | –                                          | 10                                         | 10                                         | –                                          | 5                                          | –                                          | 1                                          | –                                          | –                                          | 3                                          | 12                                         | 2                                          | 5                                          | 7                                          | 2                                          | 7                                          | –                                          | 6                                          | –                                          | 6                                          | –                                          | 7                                          | 3                                          | –                                          | 2                                          | –                                          | –                                          | 129                                        |
| Pays | Royaume-Uni                                | –                                          | –                                          | 6                                          | 4                                          | –                                          | –                                          | 8                                          | –                                          | 3                                          | –                                          | 1                                          | 1                                          | –                                          | 2                                          | 3                                          | 1                                          | –                                          | 6                                          | –                                          | 4                                          | –                                          | 7                                          | –                                          | 12                                         | –                                          | 6                                          | –                                          | –                                          | 5                                          | –                                          | –                                          | 5                                          | –                                          | –                                          | 3                                          | 10                                         | 2                                          | 5                                          |                                            | –                                          | 5                                          | –                                          | 99                                         |
| Pays | Chypre                                     | 2                                          | –                                          | –                                          | –                                          | –                                          | –                                          | –                                          | –                                          | –                                          | –                                          | –                                          | –                                          | –                                          | 5                                          | –                                          | 12                                         | –                                          | –                                          | –                                          | 7                                          | –                                          | –                                          | –                                          | –                                          | –                                          | –                                          | 1                                          | –                                          | –                                          | –                                          | 4                                          |                                            | –                                          | –                                          | –                                          | –                                          | 5                                          | –                                          | –                                          | –                                          | –                                          | –                                          | 36                                         |
| Pays | Roumanie                                   | –                                          | 3                                          | –                                          | 3                                          | –                                          | 10                                         | 3                                          | 5                                          | 4                                          | –                                          | –                                          | –                                          | –                                          | –                                          | –                                          | 6                                          | –                                          | –                                          | 12                                         | –                                          | 3                                          | –                                          | –                                          | –                                          | –                                          | –                                          | –                                          | –                                          | 1                                          | 8                                          | –                                          | –                                          | –                                          |                                            | –                                          | –                                          | –                                          | –                                          | –                                          | –                                          | –                                          | –                                          | 58                                         |
| Pays | Allemagne                                  | –                                          | –                                          | –                                          | –                                          | –                                          | –                                          | –                                          | –                                          | –                                          | –                                          | –                                          | –                                          | –                                          | –                                          | –                                          | –                                          | –                                          | –                                          | –                                          | –                                          | –                                          | –                                          | –                                          | –                                          | –                                          |                                            | –                                          | –                                          | –                                          | 3                                          | –                                          | –                                          | –                                          | –                                          | –                                          | –                                          | –                                          | –                                          | –                                          | –                                          | –                                          | –                                          | 3                                          |
| Pays | Ukraine                                    | –                                          | 7                                          | –                                          | –                                          | 4                                          | –                                          | –                                          | –                                          | –                                          | –                                          | –                                          | –                                          | –                                          | –                                          | –                                          | –                                          | –                                          | –                                          | –                                          | –                                          | 1                                          | –                                          | –                                          | –                                          | –                                          | –                                          | –                                          | –                                          | –                                          | –                                          | –                                          | –                                          | –                                          | –                                          | –                                          | –                                          | –                                          | –                                          | –                                          | –                                          | –                                          |                                            | 12                                         |
| Pays | Belgique                                   | 1                                          | –                                          | 8                                          | 10                                         | 8                                          | 6                                          | –                                          | –                                          | –                                          | 2                                          | 2                                          | –                                          | 4                                          | –                                          | –                                          | –                                          | 4                                          | 2                                          | –                                          | –                                          | –                                          | 2                                          | –                                          | –                                          | 7                                          | –                                          | 8                                          | 6                                          | 2                                          | 12                                         | –                                          | 3                                          | –                                          | –                                          | –                                          | 5                                          |                                            | 10                                         | 5                                          | –                                          | –                                          | 1                                          | 108                                        |
| Pays | Suède                                      |                                            | –                                          | –                                          | –                                          | 10                                         | 7                                          | –                                          | –                                          | 1                                          | 12                                         | 4                                          | 6                                          | 5                                          | 12                                         | 8                                          | –                                          | 6                                          | 3                                          | 8                                          | 6                                          | –                                          | 8                                          | 2                                          | 6                                          | 10                                         | 4                                          | 7                                          | 10                                         | 6                                          | 6                                          | 8                                          | 6                                          | 8                                          | 7                                          | 1                                          | 6                                          | 12                                         | 4                                          | 8                                          | 4                                          | 7                                          | –                                          | 218                                        |
| Pays | Bulgarie                                   | 7                                          | 2                                          | 2                                          | 8                                          | 7                                          | 2                                          | 10                                         | 8                                          | 12                                         | 4                                          | 10                                         | 12                                         | 6                                          | 6                                          | 5                                          | 2                                          | 7                                          | 12                                         | 10                                         | –                                          |                                            | 6                                          | 6                                          | 8                                          | 2                                          | 8                                          | –                                          | 8                                          | 10                                         | 10                                         | 6                                          | 7                                          | 12                                         | 10                                         | 10                                         | 8                                          | 10                                         | 6                                          | 7                                          | 10                                         | 2                                          | –                                          | 278                                        |
| Pays | France                                     | –                                          | –                                          | –                                          | –                                          | 6                                          | 3                                          | 5                                          | 4                                          | 5                                          | –                                          | –                                          | –                                          | –                                          | –                                          |                                            | –                                          | –                                          | –                                          | –                                          | 3                                          | –                                          | –                                          | –                                          | –                                          | 6                                          | –                                          | 4                                          | 1                                          | –                                          | –                                          | –                                          | 2                                          | –                                          | –                                          | –                                          | –                                          | 1                                          | –                                          | –                                          | –                                          | –                                          | 5                                          | 45                                         |
| Le tableau suit verticalement l'ordre de passage des pays participants et horizontalement l'ordre de vote. |                                            |                                            |                                            |                                            |                                            |                                            |                                            |                                            |                                            |                                            |                                            |                                            |                                            |                                            |                                            |                                            |                                            |                                            |                                            |                                            |                                            |                                            |                                            |                                            |                                            |                                            |                                            |                                            |                                            |                                            |                                            |                                            |                                            |                                            |                                            |                                            |                                            |                                            |                                            |                                            |                                            |                                            |                                            |                                            |

| Détail du télévote lors de la finale                                                                       | Détail du télévote lors de la finale | Détail du télévote lors de la finale | Détail du télévote lors de la finale | Détail du télévote lors de la finale | Détail du télévote lors de la finale | Détail du télévote lors de la finale | Détail du télévote lors de la finale | Détail du télévote lors de la finale | Détail du télévote lors de la finale | Détail du télévote lors de la finale | Détail du télévote lors de la finale | Détail du télévote lors de la finale | Détail du télévote lors de la finale | Détail du télévote lors de la finale | Détail du télévote lors de la finale | Détail du télévote lors de la finale | Détail du télévote lors de la finale | Détail du télévote lors de la finale | Détail du télévote lors de la finale | Détail du télévote lors de la finale | Détail du télévote lors de la finale | Détail du télévote lors de la finale | Détail du télévote lors de la finale | Détail du télévote lors de la finale | Détail du télévote lors de la finale | Détail du télévote lors de la finale | Détail du télévote lors de la finale | Détail du télévote lors de la finale | Détail du télévote lors de la finale | Détail du télévote lors de la finale | Détail du télévote lors de la finale | Détail du télévote lors de la finale | Détail du télévote lors de la finale | Détail du télévote lors de la finale | Détail du télévote lors de la finale | Détail du télévote lors de la finale | Détail du télévote lors de la finale | Détail du télévote lors de la finale | Détail du télévote lors de la finale | Détail du télévote lors de la finale | Détail du télévote lors de la finale | Détail du télévote lors de la finale | Détail du télévote lors de la finale | Détail du télévote lors de la finale |
| |                                      | Points attribués                     | Points attribués                     | Points attribués                     | Points attribués                     | Points attribués                     | Points attribués                     | Points attribués                     | Points attribués                     | Points attribués                     | Points attribués                     | Points attribués                     | Points attribués                     | Points attribués                     | Points attribués                     | Points attribués                     | Points attribués                     | Points attribués                     | Points attribués                     | Points attribués                     | Points attribués                     | Points attribués                     | Points attribués                     | Points attribués                     | Points attribués                     | Points attribués                     | Points attribués                     | Points attribués                     | Points attribués                     | Points attribués                     | Points attribués                     | Points attribués                     | Points attribués                     | Points attribués                     | Points attribués                     | Points attribués                     | Points attribués                     | Points attribués                     | Points attribués                     | Points attribués                     | Points attribués                     | Points attribués                     | Points attribués                     | Points attribués                     |
| --- | ------------------------------------ | ------------------------------------ | ------------------------------------ | ------------------------------------ | ------------------------------------ | ------------------------------------ | ------------------------------------ | ------------------------------------ | ------------------------------------ | ------------------------------------ | ------------------------------------ | ------------------------------------ | ------------------------------------ | ------------------------------------ | ------------------------------------ | ------------------------------------ | ------------------------------------ | ------------------------------------ | ------------------------------------ | ------------------------------------ | ------------------------------------ | ------------------------------------ | ------------------------------------ | ------------------------------------ | ------------------------------------ | ------------------------------------ | ------------------------------------ | ------------------------------------ | ------------------------------------ | ------------------------------------ | ------------------------------------ | ------------------------------------ | ------------------------------------ | ------------------------------------ | ------------------------------------ | ------------------------------------ | ------------------------------------ | ------------------------------------ | ------------------------------------ | ------------------------------------ | ------------------------------------ | ------------------------------------ | ------------------------------------ | ------------------------------------ |
| Drapeau de la Suède                                                                                        | Drapeau de l'Azerbaïdjan             | Drapeau de Saint-Marin               | Drapeau de la Lettonie               | Drapeau d’Israël                     | Drapeau du Monténégro                | Drapeau de l'Albanie                 | Drapeau de Malte                     | Drapeau de la Macédoine              | Drapeau du Danemark                  | Drapeau de l'Autriche                | Drapeau de la Norvège                | Drapeau de l'Espagne                 | Drapeau de la Finlande               | Drapeau de la France                 | Drapeau de la Grèce                  | Drapeau de la Lituanie               | Drapeau de l'Estonie                 | Drapeau de la Moldavie               | Drapeau de l'Arménie                 | Drapeau de la Bulgarie               | Drapeau de l'Islande                 | Drapeau de la Serbie                 | Drapeau de l'Australie               | Drapeau de l'Italie                  | Drapeau de l'Allemagne               | Drapeau du Portugal                  | Drapeau de la Suisse                 | Drapeau des Pays-Bas                 | Drapeau de l'Irlande                 | Drapeau de la Géorgie                | Drapeau de Chypre                    | Drapeau de la Biélorussie            | Drapeau de la Roumanie               | Drapeau de la Hongrie                | Drapeau de la Slovénie               | Drapeau de la Belgique               | Drapeau de la Pologne                | Drapeau du Royaume-Uni               | Drapeau de la Croatie                | Drapeau de la Tchéquie               | Drapeau de l'Ukraine                 | Total                                |                                      |                                      |
| Pays | Israël                               | –                                    | 1                                    | –                                    | –                                    |                                      | –                                    | –                                    | –                                    | 1                                    | –                                    | –                                    | –                                    | –                                    | –                                    | 3                                    | –                                    | –                                    | –                                    | –                                    | –                                    | –                                    | –                                    | –                                    | –                                    | –                                    | –                                    | –                                    | –                                    | –                                    | –                                    | –                                    | –                                    | –                                    | –                                    | –                                    | –                                    | –                                    | –                                    | –                                    | –                                    | –                                    | –                                    | 5                                    |
| Pays | Pologne                              | 5                                    | –                                    | –                                    | –                                    | –                                    | –                                    | –                                    | –                                    | –                                    | –                                    | 2                                    | 3                                    | –                                    | –                                    | 1                                    | –                                    | –                                    | –                                    | –                                    | –                                    | –                                    | 3                                    | –                                    | –                                    | 3                                    | 2                                    | –                                    | –                                    | 1                                    | 7                                    | –                                    | –                                    | –                                    | –                                    | –                                    | –                                    | 4                                    |                                      | 10                                   | –                                    | –                                    | –                                    | 41                                   |
| Pays | Biélorussie                          | –                                    | –                                    | –                                    | 6                                    | 2                                    | –                                    | –                                    | –                                    | –                                    | –                                    | –                                    | –                                    | –                                    | –                                    | –                                    | –                                    | 1                                    | 2                                    | 1                                    | –                                    | –                                    | –                                    | –                                    | –                                    | –                                    | –                                    | –                                    | –                                    | –                                    | –                                    | 6                                    | –                                    |                                      | –                                    | –                                    | –                                    | –                                    | 4                                    | –                                    | –                                    | 3                                    | 8                                    | 33                                   |
| Pays | Autriche                             | –                                    | –                                    | –                                    | –                                    | –                                    | –                                    | –                                    | –                                    | –                                    | –                                    |                                      | –                                    | –                                    | –                                    | –                                    | –                                    | –                                    | –                                    | –                                    | –                                    | –                                    | –                                    | –                                    | –                                    | –                                    | –                                    | –                                    | –                                    | –                                    | –                                    | –                                    | –                                    | –                                    | –                                    | –                                    | –                                    | –                                    | –                                    | –                                    | –                                    | –                                    | –                                    | 0                                    |
| Pays | Arménie                              | –                                    | –                                    | –                                    | –                                    | –                                    | –                                    | –                                    | –                                    | –                                    | –                                    | –                                    | –                                    | –                                    | –                                    | 6                                    | 2                                    | –                                    | –                                    | –                                    |                                      | –                                    | –                                    | –                                    | –                                    | –                                    | –                                    | –                                    | –                                    | –                                    | –                                    | 10                                   | 1                                    | –                                    | –                                    | –                                    | –                                    | –                                    | –                                    | –                                    | –                                    | 2                                    | –                                    | 21                                   |
| Pays | Pays-Bas                             | –                                    | –                                    | –                                    | –                                    | –                                    | –                                    | –                                    | –                                    | –                                    | 1                                    | –                                    | –                                    | 2                                    | –                                    | –                                    | –                                    | –                                    | –                                    | –                                    | –                                    | –                                    | –                                    | –                                    | –                                    | –                                    | 1                                    | –                                    | –                                    |                                      | –                                    | –                                    | –                                    | –                                    | –                                    | –                                    | –                                    | 10                                   | –                                    | –                                    | 1                                    | –                                    | –                                    | 15                                   |
| Pays | Moldavie                             | 8                                    | 10                                   | 8                                    | 8                                    | 5                                    | 3                                    | –                                    | 1                                    | 2                                    | 8                                    | 3                                    | 6                                    | 6                                    | 5                                    | 7                                    | 6                                    | 8                                    | 4                                    |                                      | 6                                    | 10                                   | 6                                    | 7                                    | 12                                   | 12                                   | 7                                    | 12                                   | –                                    | 5                                    | 8                                    | –                                    | 6                                    | 10                                   | 12                                   | 10                                   | 3                                    | 7                                    | 6                                    | 6                                    | 4                                    | 5                                    | 12                                   | 264                                  |
| Pays | Hongrie                              | 4                                    | 7                                    | 4                                    | 2                                    | 1                                    | 7                                    | 6                                    | 2                                    | 3                                    | 3                                    | 5                                    | 4                                    | –                                    | 4                                    | 2                                    | –                                    | 2                                    | 8                                    | –                                    | –                                    | 6                                    | 2                                    | 12                                   | –                                    | 4                                    | 3                                    | 2                                    | 5                                    | 6                                    | 2                                    | –                                    | –                                    | 8                                    | 10                                   |                                      | 5                                    | 1                                    | 5                                    | 1                                    | 12                                   | –                                    | 4                                    | 152                                  |
| Pays | Italie                               | 1                                    | 6                                    | 10                                   | 3                                    | 8                                    | 10                                   | 12                                   | 12                                   | 8                                    | –                                    | 6                                    | 2                                    | 8                                    | 8                                    | 5                                    | 7                                    | 5                                    | 5                                    | 4                                    | 4                                    | –                                    | 7                                    | 6                                    | 2                                    |                                      | 4                                    | 4                                    | 10                                   | 2                                    | 1                                    | 5                                    | 8                                    | –                                    | 6                                    | 4                                    | 10                                   | 5                                    | –                                    | 2                                    | 7                                    | 1                                    | –                                    | 208                                  |
| Pays | Danemark                             | –                                    | –                                    | –                                    | –                                    | –                                    | –                                    | –                                    | –                                    | –                                    |                                      | –                                    | –                                    | –                                    | –                                    | –                                    | –                                    | –                                    | –                                    | –                                    | –                                    | –                                    | –                                    | –                                    | 8                                    | –                                    | –                                    | –                                    | –                                    | –                                    | –                                    | –                                    | –                                    | –                                    | –                                    | –                                    | –                                    | –                                    | –                                    | –                                    | –                                    | –                                    | –                                    | 8                                    |
| Pays | Portugal                             | 10                                   | 8                                    | 7                                    | 10                                   | 12                                   | 8                                    | 8                                    | 8                                    | 7                                    | 5                                    | 12                                   | 12                                   | 12                                   | 12                                   | 12                                   | 8                                    | 12                                   | 10                                   | 6                                    | 10                                   | 7                                    | 12                                   | 8                                    | 7                                    | 5                                    | 12                                   |                                      | 12                                   | 12                                   | 10                                   | 8                                    | 7                                    | 7                                    | 7                                    | 7                                    | 8                                    | 12                                   | 10                                   | 8                                    | 10                                   | 8                                    | 10                                   | 376                                  |
| Pays | Azerbaïdjan                          | –                                    |                                      | 1                                    | –                                    | –                                    | 5                                    | –                                    | –                                    | –                                    | –                                    | –                                    | –                                    | –                                    | –                                    | –                                    | –                                    | –                                    | –                                    | 10                                   | –                                    | –                                    | –                                    | –                                    | –                                    | –                                    | –                                    | –                                    | –                                    | –                                    | –                                    | 12                                   | –                                    | –                                    | –                                    | –                                    | 4                                    | –                                    | –                                    | –                                    | –                                    | 10                                   | –                                    | 42                                   |
| Pays | Croatie                              | 2                                    | –                                    | 3                                    | –                                    | –                                    | 12                                   | 7                                    | 3                                    | 10                                   | –                                    | 4                                    | 1                                    | –                                    | –                                    | –                                    | –                                    | –                                    | –                                    | –                                    | –                                    | 1                                    | –                                    | 5                                    | 1                                    | 6                                    | 8                                    | –                                    | 8                                    | 3                                    | 3                                    | –                                    | –                                    | –                                    | 3                                    | 5                                    | 12                                   | –                                    | 1                                    | 5                                    |                                      | –                                    | –                                    | 103                                  |
| Pays | Australie                            | –                                    | –                                    | –                                    | –                                    | –                                    | –                                    | –                                    | –                                    | –                                    | 2                                    | –                                    | –                                    | –                                    | –                                    | –                                    | –                                    | –                                    | –                                    | –                                    | –                                    | –                                    | –                                    | –                                    |                                      | –                                    | –                                    | –                                    | –                                    | –                                    | –                                    | –                                    | –                                    | –                                    | –                                    | –                                    | –                                    | –                                    | –                                    | –                                    | –                                    | –                                    | –                                    | 2                                    |
| Pays | Grèce                                | –                                    | –                                    | –                                    | –                                    | –                                    | –                                    | 3                                    | –                                    | –                                    | –                                    | –                                    | –                                    | –                                    | –                                    | –                                    |                                      | –                                    | –                                    | 7                                    | 1                                    | 5                                    | –                                    | –                                    | –                                    | –                                    | –                                    | –                                    | –                                    | –                                    | –                                    | –                                    | 12                                   | –                                    | 1                                    | –                                    | –                                    | –                                    | –                                    | –                                    | –                                    | –                                    | –                                    | 29                                   |
| Pays | Espagne                              | –                                    | –                                    | –                                    | –                                    | –                                    | –                                    | –                                    | –                                    | –                                    | –                                    | –                                    | –                                    |                                      | –                                    | –                                    | –                                    | –                                    | –                                    | –                                    | –                                    | –                                    | –                                    | –                                    | –                                    | –                                    | –                                    | 5                                    | –                                    | –                                    | –                                    | –                                    | –                                    | –                                    | –                                    | –                                    | –                                    | –                                    | –                                    | –                                    | –                                    | –                                    | –                                    | 5                                    |
| Pays | Norvège                              | 6                                    | –                                    | –                                    | 1                                    | –                                    | –                                    | –                                    | –                                    | –                                    | 7                                    | –                                    |                                      | –                                    | 2                                    | –                                    | –                                    | 6                                    | –                                    | –                                    | –                                    | –                                    | 1                                    | –                                    | –                                    | –                                    | –                                    | –                                    | –                                    | –                                    | –                                    | –                                    | –                                    | 5                                    | –                                    | –                                    | –                                    | –                                    | –                                    | –                                    | –                                    | –                                    | 1                                    | 29                                   |
| Pays | Royaume-Uni                          | –                                    | –                                    | –                                    | –                                    | –                                    | –                                    | –                                    | 4                                    | –                                    | –                                    | –                                    | –                                    | 1                                    | –                                    | –                                    | –                                    | –                                    | –                                    | –                                    | –                                    | –                                    | –                                    | –                                    | 3                                    | –                                    | –                                    | –                                    | –                                    | –                                    | 4                                    | –                                    | –                                    | –                                    | –                                    | –                                    | –                                    | –                                    | –                                    |                                      | –                                    | –                                    | –                                    | 12                                   |
| Pays | Chypre                               | –                                    | –                                    | –                                    | –                                    | –                                    | 1                                    | –                                    | –                                    | –                                    | –                                    | –                                    | –                                    | –                                    | –                                    | –                                    | 12                                   | –                                    | –                                    | –                                    | 12                                   | 3                                    | –                                    | –                                    | –                                    | –                                    | –                                    | –                                    | –                                    | –                                    | –                                    | 2                                    |                                      | –                                    | –                                    | 2                                    | –                                    | –                                    | –                                    | –                                    | –                                    | –                                    | –                                    | 32                                   |
| Pays | Roumanie                             | 3                                    | 2                                    | 6                                    | 5                                    | 7                                    | –                                    | 4                                    | 6                                    | –                                    | 4                                    | 10                                   | 10                                   | 7                                    | 3                                    | 10                                   | 1                                    | 4                                    | 6                                    | 12                                   | 2                                    | 8                                    | 5                                    | 4                                    | 10                                   | 10                                   | 6                                    | 7                                    | 4                                    | 7                                    | 12                                   | –                                    | 4                                    | 2                                    |                                      | 6                                    | 2                                    | 6                                    | 7                                    | 7                                    | 6                                    | 6                                    | 3                                    | 224                                  |
| Pays | Allemagne                            | –                                    | –                                    | –                                    | –                                    | –                                    | –                                    | –                                    | –                                    | –                                    | –                                    | –                                    | –                                    | –                                    | –                                    | –                                    | –                                    | –                                    | –                                    | –                                    | –                                    | –                                    | –                                    | –                                    | –                                    | –                                    |                                      | –                                    | 3                                    | –                                    | –                                    | –                                    | –                                    | –                                    | –                                    | –                                    | –                                    | –                                    | –                                    | –                                    | –                                    | –                                    | –                                    | 3                                    |
| Pays | Ukraine                              | –                                    | –                                    | –                                    | –                                    | –                                    | –                                    | –                                    | –                                    | –                                    | –                                    | –                                    | –                                    | –                                    | –                                    | –                                    | –                                    | –                                    | –                                    | –                                    | –                                    | –                                    | –                                    | –                                    | –                                    | 7                                    | –                                    | 3                                    | –                                    | –                                    | –                                    | 4                                    | –                                    | 1                                    | –                                    | –                                    | –                                    | –                                    | 2                                    | –                                    | –                                    | 7                                    |                                      | 24                                   |
| Pays | Belgique                             | 12                                   | 4                                    | 5                                    | 12                                   | 6                                    | 4                                    | 5                                    | 5                                    | 4                                    | 6                                    | 8                                    | 7                                    | 4                                    | 10                                   | 8                                    | 5                                    | 10                                   | 12                                   | 2                                    | 5                                    | 4                                    | 10                                   | 3                                    | 4                                    | 2                                    | 10                                   | 10                                   | 7                                    | 10                                   | 5                                    | –                                    | 2                                    | 6                                    | 5                                    | 8                                    | 6                                    |                                      | 12                                   | 3                                    | 5                                    | 4                                    | 5                                    | 255                                  |
| Pays | Suède                                |                                      | 3                                    | 2                                    | 4                                    | 3                                    | –                                    | 2                                    | 7                                    | 5                                    | 12                                   | 1                                    | 5                                    | 5                                    | 6                                    | –                                    | 3                                    | 3                                    | 3                                    | 3                                    | 3                                    | 2                                    | 8                                    | 1                                    | 6                                    | –                                    | –                                    | 1                                    | 1                                    | 4                                    | –                                    | 1                                    | 5                                    | 3                                    | 2                                    | 3                                    | 1                                    | 2                                    | 3                                    | 4                                    | 2                                    | –                                    | 7                                    | 126                                  |
| Pays | Bulgarie                             | 7                                    | 12                                   | 12                                   | 7                                    | 10                                   | 6                                    | 10                                   | 10                                   | 12                                   | 10                                   | 7                                    | 8                                    | 10                                   | 7                                    | 4                                    | 10                                   | 7                                    | 7                                    | 8                                    | 7                                    |                                      | 4                                    | 10                                   | 5                                    | 8                                    | 5                                    | 8                                    | 6                                    | 8                                    | 6                                    | 7                                    | 10                                   | 12                                   | 8                                    | 12                                   | 7                                    | 8                                    | 8                                    | 12                                   | 8                                    | 12                                   | 2                                    | 337                                  |
| Pays | France                               | –                                    | 5                                    | –                                    | –                                    | 4                                    | 2                                    | 1                                    | –                                    | 6                                    | –                                    | –                                    | –                                    | 3                                    | 1                                    |                                      | 4                                    | –                                    | 1                                    | 5                                    | 8                                    | 12                                   | –                                    | 2                                    | –                                    | 1                                    | –                                    | 6                                    | 2                                    | –                                    | –                                    | 3                                    | 3                                    | 4                                    | 4                                    | 1                                    | –                                    | 3                                    | –                                    | –                                    | 3                                    | –                                    | 6                                    | 90                                   |
| Le tableau suit verticalement l'ordre de passage des pays participants et horizontalement l'ordre de vote. |                                      |                                      |                                      |                                      |                                      |                                      |                                      |                                      |                                      |                                      |                                      |                                      |                                      |                                      |                                      |                                      |                                      |                                      |                                      |                                      |                                      |                                      |                                      |                                      |                                      |                                      |                                      |                                      |                                      |                                      |                                      |                                      |                                      |                                      |                                      |                                      |                                      |                                      |                                      |                                      |                                      |                                      |                                      |                                      |

| Finale                                                    | Jurys | Jurys  | Télévote | Télévote | Total | Total  |
| Finale                                                    | Place | Points | Place    | Points   | Place | Points |
| --------------------------------------------------------- | ----- | ------ | -------- | -------- | ----- | ------ |
| Israël                                                    | 21e   | 34     | 22e      | 5        | 23e   | 39     |
| Pologne                                                   | 23e   | 23     | 12e      | 41       | 22e   | 64     |
| Biélorussie                                               | 16e   | 50     | 13e      | 33       | 17e   | 83     |
| Autriche                                                  | 11e   | 93     | 26e      | 0        | 16e   | 93     |
| Arménie                                                   | 14e   | 58     | 18e      | 21       | 18e   | 79     |
| Pays-Bas                                                  | 5e    | 135    | 19e      | 15       | 11e   | 150    |
| Moldavie                                                  | 8e    | 110    | 3e       | 264      | 3e    | 374    |
| Hongrie                                                   | 17e   | 48     | 7e       | 152      | 8e    | 200    |
| Italie                                                    | 7e    | 126    | 6e       | 208      | 6e    | 334    |
| Danemark                                                  | 13e   | 69     | 21e      | 8        | 20e   | 77     |
| Portugal                                                  | 1re   | 382    | 1re      | 376      | 1re   | 758    |
| Azerbaïdjan                                               | 12e   | 78     | 11e      | 42       | 14e   | 120    |
| Croatie                                                   | 22e   | 25     | 9e       | 103      | 13e   | 128    |
| Australie                                                 | 4e    | 171    | 25e      | 2        | 9e    | 173    |
| Grèce                                                     | 18e   | 48     | 16e      | 29       | 19e   | 77     |
| Espagne                                                   | 26e   | 0      | 23e      | 5        | 26e   | 5      |
| Norvège                                                   | 6e    | 129    | 15e      | 29       | 10e   | 158    |
| Royaume-Uni                                               | 10e   | 99     | 20e      | 12       | 15e   | 111    |
| Chypre                                                    | 20e   | 36     | 14e      | 32       | 21e   | 68     |
| Roumanie                                                  | 15e   | 58     | 5e       | 224      | 7e    | 282    |
| Allemagne                                                 | 25e   | 3      | 24e      | 3        | 25e   | 6      |
| Ukraine (hôte)                                            | 24e   | 12     | 17e      | 24       | 24e   | 36     |
| Belgique                                                  | 9e    | 108    | 4e       | 255      | 4e    | 363    |
| Suède                                                     | 3e    | 218    | 8e       | 126      | 5e    | 344    |
| Bulgarie                                                  | 2e    | 278    | 2e       | 337      | 2e    | 615    |
| France                                                    | 19e   | 45     | 10e      | 90       | 12e   | 135    |
| Le tableau suit l'ordre de passage des pays participants. |       |        |          |          |       |        |

### Prix Marcel-Bezençon
Les prix Marcel-Bezençon sont remis pour la première fois durant le Concours Eurovision de la chanson 2002 à Tallinn en Estonie pour honorer les meilleures chansons en compétition lors de la finale. Fondés par Christer Björkman (représentant de la Suède lors du Concours 1992 et producteur des concours 2013 et 2016) et Richard Herrey (membre des Herreys et vainqueur suédois du Concours 1984), les prix portent le nom du créateur de la compétition annuelle, Marcel Bezençon. Les prix, remis tous les ans, sont répartis en trois catégories : le prix de la presse attribué par les médias accrédités à la meilleure chanson, le prix de la meilleure performance artistique attribué au meilleur artiste par les commentateurs du concours et, enfin, le prix de la meilleure composition attribué par les auteurs-compositeurs participants aux meilleurs compositeurs de la soirée. En 2017, les candidats récompensés sont :
| Catégories                                  | Pays     | Chanson             | Chanteur(s)       | Compositeur(s)                                                      |
| ------------------------------------------- | -------- | ------------------- | ----------------- | ------------------------------------------------------------------- |
| Prix de la meilleure performance artistique | Portugal | Amar pelos dois     | Salvador Sobral   | Luísa Sobral                                                        |
| Prix de la meilleure composition            | Portugal | Amar pelos dois     | Salvador Sobral   | Luísa Sobral                                                        |
| Prix de la presse                           | Italie   | Occidentali's Karma | Francesco Gabbani | Francesco Gabbani, Filippo Gabbani, Fabio Ilacqua, Luca Chiaravalli |

## Incidents et controverses

### Éligibilité de la chanson française
France 2 annonce le 9 février 2017 que le pays sera représenté avec le titre Requiem, par la chanteuse Alma. Cependant, le 17 février 2017, il est découvert que la chanteuse avait déjà enregistré et interprété ce titre avant le 1er septembre 2016, la date limite fixée par l'UER, enfreignant potentiellement les règles du Concours. Une vidéo de la chanteuse interprétant ce titre est également découverte, mise en ligne en janvier 2015. Alors que France 2 déclare être conforme aux règles du Concours, aucune décision n'est faite concernant une potentielle disqualification. Il est annoncé le 21 février 2017 qu'Alma et son équipe de production travaillaient sur une version en français et en anglais de Requiem évitant ainsi la disqualification du pays du Concours.

### Controverse sur la participation russe
Préalablement à la tenue du Concours, les relations russo-ukrainiennes sont tendues. De ce fait, le gouvernement ukrainien interdit à tout artiste russe soutenant l'annexion de la Crimée par la Russie lors de la crise de Crimée en 2014 l'entrée sur le territoire du pays, créant ainsi une liste d'artistes qui ne seraient pas autorisés à entrer en Ukraine. Selon le député Vyacheslav Kyrylenko, il n'est pas prévu que l'Ukraine lève cette interdiction pour le Concours. L'UER maintient un dialogue avec les autorités du pays ainsi que le télédiffuseur afin de pouvoir assurer l'entrée de chaque artiste et délégation sur le territoire.
Le 13 mars 2017, le lendemain de l'annonce faite par le diffuseur russe VGTRK que Ioulia Samoïlova représentera la Russie au Concours, un communiqué annonce que les autorités ukrainiennes enquêtent sur le cas de la chanteuse, en raison d'un concert donné en Crimée en 2015. Elle serait entrée en Crimée directement depuis la Russie alors que les lois indiquent que seul l'accès via le territoire ukrainien est autorisé, la sanction étant l'interdiction d'entrer sur le territoire pour plusieurs années. Le choix de Ioulia Samoïlova est vu, par les autorités ukrainiennes, comme un choix délibérément politique voulant instiguer une polémique et comme une provocation, ce que les Russes nient.
C'est le 22 mars 2017 que le Service de sécurité d'Ukraine (SBU) annonce que Ioulia Samoïlova est interdite d'entrée en Ukraine pour une durée de trois ans en raison de son voyage illégal en Crimée. L'UER, restée jusqu'alors en retrait, annonce qu'elle continuera d'assurer que tous les participants puissent interpréter leurs chansons, ainsi que la déception causée par cette décision qui va « à l'encontre de l'esprit du Concours et de la notion d'inclusion au cœur de ses valeurs ».
Le 23 mars 2017, l'UER propose que la participante russe participe au Concours en interprétant sa chanson via une liaison satellite, solution que le diffuseur russe rejette, car allant à l'encontre des règles du Concours qui obligent à se produire en direct sur scène. Deux jours plus tard, l'UER propose aux autorités ukrainiennes de repousser le bannissement de la candidate russe après le Concours.
Le 29 mars 2017, la directrice générale de l'UER Ingrid Deltenre qualifie le bannissement de Ioulia d'« absolument inacceptable », allant même à menacer l'Ukraine, pays hôte, d'exclusion de la compétition, via une lettre adressée au Premier ministre ukrainien, Volodymyr Hroïsman.
Le 4 avril 2017, le diffuseur ukrainien répond à ces propos, soulignant que l'Ukraine a toujours respecté la législation des pays hôtes des Concours précédents, et exprimant également son regret que le Concours soit manipulé à des fins politiques. Selon le diffuseur ukrainien, l'UER tente d'interférer dans les lois du pays en faveur de la candidate russe. Le diffuseur considère également la menace d'Ingrid Deltenre comme étant contraire aux valeurs du Concours. Enfin, UA:PBC demande à l'UER de ne pas intervenir et de respecter la souveraineté de l'État ukrainien,. Le président ukrainien, Petro Porochenko, considère le choix de le chanteuse russe comme une provocation délibérée. Entre-temps, la participante russe commence le tournage de sa carte postale pour le Concours, malgré l'incertitude planant encore sur sa participation.
Finalement, le 13 avril 2017, juste un mois avant la finale, le pays se retire, faute d'un accord entre l'UER et le diffuseur hôte, UA:PBC.

### Remplacement d'un juré norvégien
Le 17 avril 2017, un des membres du jury norvégien, Per Sundnes, fait quelques commentaires lors d'une émission locale à l'encontre du représentant irlandais, Brendan Murray. Il déclare que « cela fait longtemps qu'ils ne se sont plus réveillés, et je ne pense pas qu'ils le feront encore. Ils continuent d'essayer la même formule année après année ». Ces commentaires ne sont pas bien accueillis par la délégation irlandaise, qui les signale par la suite à l'UER.
Le journal Irish Independent rapporte le 8 mai 2017 que le membre du jury norvégien est remplacé, en raison du viol des règles du jury. Le chef de la délégation irlandaise, Michael Kealy, salue la décision de l'UER, déclarant qu'il est « content que l'UER ait réagi en temps et en heure par rapport à cette situation et que tous les jurés sont impartiaux. L'équité se matérialise par le fait que chaque chanson, participant à l'Eurovision doit être jugée sur le mérite, le soir du concours ». Per Sundnes est finalement remplacé par Erland Bakke.
Le membre remplacé déclare dans une interview le 9 mai 2017 qu'il n'est « n'est pas au courant de tout ça » et que « ce n'est pas réellement étonnant. La même chose s'est produite l'année dernière avec le jury suédois ».
La chaîne norvégienne, NRK, admet qu'ils ont eu tort de laisser Per Sundnes être membre du jury norvégien.

### Incident technique lors de la prestation estonienne
La performance estonienne du duo Koit Toome et Laura lors de la seconde demi-finale est marquée par un problème de micro. En effet, le micro de Laura ne fonctionne pas immédiatement au début de la chanson. La chanteuse reste donc inaudible pendant quelques secondes. La délégation estonienne envisage alors de demander une seconde performance, en raison de cette erreur, mais décide finalement de ne pas le faire.

### Message politique de Salvador Sobral

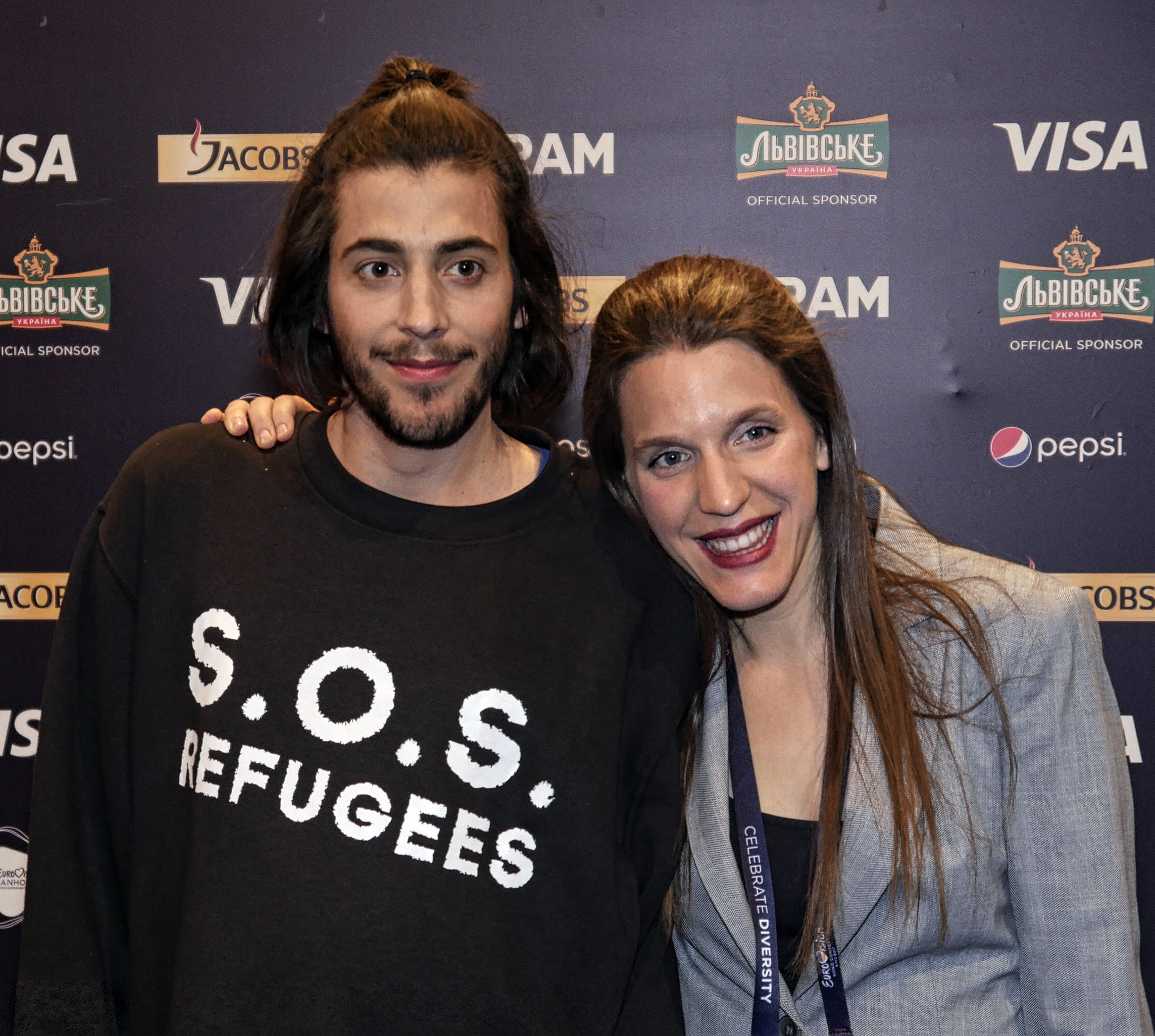
Salvador Sobral et sa sœur Luísa Sobral à la conférence de presse des gagnants de la 1re demi-finale

Le représentant portugais Salvador Sobral attire l'attention sur la crise migratoire en Europe en apparaissant à la conférence de presse des gagnants de la 1re demi-finale vêtu d'un pull-over portant l'inscription S.O.S. Refugees (« S.O.S Réfugiés »). Il confie : « Si je suis ici visible par les Européens, la moindre des choses que je puisse faire est d'apporter un message humanitaire », ajoutant « Des gens viennent en Europe dans des bateaux en plastique et on leur demande de montrer leur certificat de naissance pour entrer dans un pays. Ces personnes ne sont pas des immigrants, ce sont des réfugiés fuyant la mort. Ne vous méprenez pas. Il y a tellement de choses bureaucratiques qui se passent dans les camps de réfugiés en Grèce, Turquie et en Italie et nous devrions aider à créer des chemins légaux et sûrs de ces pays à leurs pays d'émigration », lui valant une salve d'applaudissements. Plus tard, L'UER lui ordonne de ne pas porter son pull-over durant le reste du Concours, expliquant que le vêtement était utilisé comme « message politique », enfreignant les règles du Concours. Cependant, Salvador précise dans la conférence de presse du gagnant que ce n'était pas un message politique, mais humanitaire.

### Intrusion lors de la prestation de Jamala
La prestation de Jamala, gagnante de l'Eurovision 2016, durant l'entracte est perturbée par l'intrusion, sur la plateforme où se tenait la chanteuse, d'un homme qui a affiché sa nudité. Celui-ci est expulsé rapidement après ce geste par les services de sécurité. L'artiste ne se laisse cependant pas perturber et a continué l'interprétation de sa chanson I believe in U comme si de rien n'était. L'homme est ensuite identifié comme étant Vitalii Sediuk, un Ukrainien déjà connu pour de nombreux actes similaires.

### Amende envers l'Ukraine
L'UER annonce le 29 juin 2017 la décision de sanctionner le UA:PBC en raison de plusieurs retards et manquements dans l'organisation de cette édition. À cela s'ajoute le manque de coopération de la chaîne vis-à-vis de l'interprète russe, Ioulia Samoïlova.
Cette déclaration rapporte qu'« en raison de ces évènements, l'engouement n'a pas été au rendez-vous pendant le Concours, et sa réputation a été entachée par cet incident. Donc, le comité d'organisation a suggéré que la chaîne reçoive une amende considérable, en accord avec les règles de la compétition ». Le diffuseur ukrainien annonce ensuite sa volonté de faire appel de cette décision, dévoilant par la même occasion le montant de ladite amende, s'élevant à 200 000 €.

## Retransmission du Concours
Le Concours est diffusé dans quarante-sept pays : les quarante-deux participants ainsi que cinq supplémentaires non-participants. Il est également diffusé en direct sur la plateforme YouTube.

### Dans les pays participants
| Pays        | Diffuseur et commentateur(s)                                                  | Diffuseur et commentateur(s)   | Diffuseur et commentateur(s)                   | Porte-parole               | Réf.    |
| Pays        | Première demi-finale                                                          | Deuxième demi-finale           | Finale                                         | Porte-parole               | Réf.    |
| ----------- | ----------------------------------------------------------------------------- | ------------------------------ | ---------------------------------------------- | -------------------------- | ------- |
| Albanie     | RTSH                                                                          | RTSH                           | RTSH                                           | Andri Xhahu                | [ 108 ] |
| Albanie     | Andri Xhahu                                                                   |                                |                                                | Andri Xhahu                | [ 108 ] |
| Allemagne   | One                                                                           | One, NDR Fernsehen             | One, Das Erste                                 | Barbara Schöneberger       | [ 109 ] |
| Allemagne   | Peter Urban                                                                   |                                |                                                | Barbara Schöneberger       | [ 109 ] |
| Arménie     | Arménie 1                                                                     | Arménie 1                      | Arménie 1                                      | Iveta Moukoutchian         | [ 110 ] |
| Arménie     | Avet Barseghian et Gohar Gasparian                                            |                                |                                                | Iveta Moukoutchian         | [ 110 ] |
| Australie   | SBS                                                                           | SBS                            | SBS                                            | Lee Lin Chin               | [ 111 ] |
| Australie   | Myf Warhurst et Joel Creasey                                                  |                                |                                                | Lee Lin Chin               | [ 111 ] |
| Autriche    | ORF 1                                                                         | ORF 1                          | ORF 1                                          | Kristina Inhof             | [ 112 ] |
| Autriche    | Andi Knoll                                                                    |                                |                                                | Kristina Inhof             | [ 112 ] |
| Azerbaïdjan | İTV                                                                           | İTV                            | İTV                                            | Tural Asadov               | [ 113 ] |
| Azerbaïdjan | Azər Süleymanlı                                                               |                                |                                                | Tural Asadov               | [ 113 ] |
| Belgique    | (fr) La Une                                                                   | (fr) La Une                    | (fr) La Une                                    | Fanny Gillard              | [ 114 ] |
| Belgique    | Maureen Louys et Jean-Louis Lahaye                                            |                                |                                                | Fanny Gillard              | [ 114 ] |
| Belgique    | (nl) Één                                                                      | (nl) Één                       | (nl) Één                                       | Fanny Gillard              | [ 115 ] |
| Belgique    | Peter van de Veire                                                            |                                |                                                | Fanny Gillard              | [ 115 ] |
| Biélorussie | Belarus 1, Belarus 24                                                         | Belarus 1, Belarus 24          | Belarus 1, Belarus 24                          | Alena Lanskaya             | [ 116 ] |
| Biélorussie | Evgeny Perlin                                                                 |                                |                                                | Alena Lanskaya             | [ 116 ] |
| Bulgarie    | BNT 1                                                                         | BNT 1                          | BNT 1                                          | Boryana Gramatikova        |         |
| Bulgarie    | Elena Rosberg et Georgi Kushvaliev                                            |                                |                                                | Boryana Gramatikova        |         |
| Chypre      | CyBC                                                                          | CyBC                           | CyBC                                           | Yánnis Karayánnis          | [ 117 ] |
| Chypre      | Tasos Tryfonos et Christiana Artemiou                                         |                                |                                                | Yánnis Karayánnis          | [ 117 ] |
| Croatie     | HRT 1                                                                         | HRT 1                          | HRT 1                                          | Uršula Tolj                | [ 118 ] |
| Croatie     | Duško Ćurlić                                                                  |                                |                                                | Uršula Tolj                | [ 118 ] |
| Danemark    | DR1                                                                           | DR1                            | DR1                                            | Ulla Essendrop             | [ 119 ] |
| Danemark    | Ole Tøpholm                                                                   |                                |                                                | Ulla Essendrop             | [ 119 ] |
| Espagne     | La 2                                                                          | La 2                           | La 1, TVE Internacional                        | Nieves Álvarez             | [ 120 ] |
| Espagne     | José María Íñigo et Julia Varela                                              |                                |                                                | Nieves Álvarez             | [ 120 ] |
| Estonie     | (et) ETV                                                                      | (et) ETV                       | (et) ETV                                       | Jüri Pootsmann             | [ 121 ] |
| Estonie     | Marko Reikop                                                                  |                                |                                                | Jüri Pootsmann             | [ 121 ] |
| Estonie     | (ru) ETV+                                                                     | (ru) ETV+                      | (ru) ETV+                                      | Jüri Pootsmann             | [ 122 ] |
| Estonie     | Aleksandr Hobotov et Julia Kalenda                                            |                                |                                                | Jüri Pootsmann             | [ 122 ] |
| Finlande    | Yle TV1                                                                       | Yle TV2                        | Yle TV2                                        | Jenni Vartiainen           | [ 123 ] |
| Finlande    | (fi) Mikko Silvennoinen et Krista Siegfrids (sv) Eva Frantz et Johan Lindroos |                                |                                                | Jenni Vartiainen           | [ 123 ] |
| France      | France 4                                                                      | France 4                       | France 2                                       | Élodie Gossuin             | ,       |
| France      | Jarry et Marianne James                                                       | Jarry et Marianne James        | Stéphane Bern, Marianne James et Amir          | Élodie Gossuin             | ,       |
| France      | Non diffusées                                                                 | Non diffusées                  | Europe 1                                       | Élodie Gossuin             | [ 126 ] |
| France      | Non diffusées                                                                 | Non diffusées                  | Thomas Joubert                                 | Élodie Gossuin             | [ 126 ] |
| Géorgie     | Pirveli Arkhi                                                                 | Pirveli Arkhi                  | Pirveli Arkhi                                  | Nika Kotcharov             | [ 127 ] |
| Géorgie     | Demetre Ergemlidze                                                            |                                |                                                | Nika Kotcharov             | [ 127 ] |
| Grèce       | ERT1, ERT HD, ERT World                                                       | ERT1, ERT HD, ERT World        | ERT1, ERT HD, ERT World                        | Constantínos Christofórou  | [ 128 ] |
| Grèce       | Maria Kozakou et Yórgos Kapoutzídis                                           |                                |                                                | Constantínos Christofórou  | [ 128 ] |
| Hongrie     | Duna, Duna World                                                              | Duna, Duna World               | Duna, Duna World                               | Csilla Tatár               | [ 129 ] |
| Hongrie     | Krisztina Rátonyi et Freddie                                                  |                                |                                                | Csilla Tatár               | [ 129 ] |
| Irlande     | RTÉ Two                                                                       | RTÉ Two                        | RTÉ One                                        | Nicky Byrne                | [ 130 ] |
| Irlande     | Marty Whelan                                                                  |                                |                                                | Nicky Byrne                | [ 130 ] |
| Islande     | RÚV                                                                           | RÚV                            | RÚV                                            | Bo Halldórsson             | ,       |
| Islande     | Gísli Marteinn Baldursson                                                     |                                |                                                | Bo Halldórsson             | ,       |
| Israël      | Aroutz 1                                                                      | Aroutz 1                       | Aroutz 1                                       | Ofer Nachshon              | ,       |
| Israël      | Diffusion sous-titrée                                                         |                                |                                                | Ofer Nachshon              | ,       |
| Israël      | IBA 88FM                                                                      |                                |                                                | Ofer Nachshon              | ,       |
| Israël      | Kobi Menora, Dori Ben Ze'ev et Alon Amir                                      |                                |                                                | Ofer Nachshon              | ,       |
| Italie      | Rai 4                                                                         | Rai 4                          | Rai 1                                          | Giulia Valentina           | [ 135 ] |
| Italie      | Andrea Delogu et Diego Passoni                                                | Andrea Delogu et Diego Passoni | Flavio Insinna et Federico Russo               | Giulia Valentina           | [ 135 ] |
| Lettonie    | LTV1                                                                          | LTV1                           | LTV1                                           | Aminata Savadogo           | [ 136 ] |
| Lettonie    | Valters Fridenbergs                                                           | Valters Fridenbergs            | Valters Fridenbergs et Toms Grēviņš            | Aminata Savadogo           | [ 136 ] |
| Lituanie    | LRT Televizija                                                                | LRT Televizija                 | LRT Televizija                                 | Eglė Daugėlaitė            | [ 137 ] |
| Lituanie    | Darius Užkuraitis et Gerūta Griniūtė                                          |                                |                                                | Eglė Daugėlaitė            | [ 137 ] |
| Macédoine   | MRT 1                                                                         | MRT 1                          | MRT 1                                          | Ilija Grujoski             | [ 138 ] |
| Macédoine   | Karolina Petkovska                                                            |                                |                                                | Ilija Grujoski             | [ 138 ] |
| Malte       | TVM                                                                           | TVM                            | TVM                                            | Martha Fenech              |         |
| Malte       | Pas de commentaire                                                            |                                |                                                | Martha Fenech              |         |
| Moldavie    | Moldova 1                                                                     | Moldova 1                      | Moldova 1                                      | Gloria Gorceag             |         |
| Moldavie    | Inconnu                                                                       |                                |                                                | Gloria Gorceag             |         |
| Monténégro  | TVCG 1                                                                        | TVCG 1                         | TVCG 1                                         | Andrea Demirović           | [ 139 ] |
| Monténégro  | Dražen Bauković et Tijana Mišković                                            |                                |                                                | Andrea Demirović           | [ 139 ] |
| Norvège     | NRK1                                                                          | NRK1                           | NRK1                                           | Marcus & Martinus          | [ 140 ] |
| Norvège     | Olav Viksmo-Slettan                                                           |                                |                                                | Marcus & Martinus          | [ 140 ] |
| Norvège     | Non diffusée                                                                  | NRK P1                         | NRK P1                                         | Marcus & Martinus          | [ 141 ] |
| Norvège     | Non diffusée                                                                  | Ole Christian Øen              |                                                | Marcus & Martinus          | [ 141 ] |
| Norvège     | Non diffusées                                                                 | Non diffusées                  | NRK3                                           | Marcus & Martinus          | [ 142 ] |
| Norvège     | Non diffusées                                                                 | Non diffusées                  | Ronny Brede Aase, Silje Nordnes et Markus Neby | Marcus & Martinus          | [ 142 ] |
| Pays-Bas    | NPO 1, BVN                                                                    | NPO 1, BVN                     | NPO 1, BVN                                     | Douwe Bob                  | [ 143 ] |
| Pays-Bas    | Jan Smit et Cornald Maas                                                      |                                |                                                | Douwe Bob                  | [ 143 ] |
| Pologne     | TVP 1                                                                         | TVP 1                          | TVP 1                                          | Anna Popek                 | [ 144 ] |
| Pologne     | Artur Orzech                                                                  |                                |                                                | Anna Popek                 | [ 144 ] |
| Portugal    | RTP1, RTP Internacional                                                       | RTP1, RTP Internacional        | RTP1, RTP Internacional                        | Filomena Cautela           | [ 145 ] |
| Portugal    | José Carlos Malato et Nuno Galopim                                            |                                |                                                | Filomena Cautela           | [ 145 ] |
| Tchéquie    | ČT2                                                                           | ČT2                            | ČT1                                            | Radka Rosická              | ,       |
| Tchéquie    | Libor Bouček                                                                  |                                |                                                | Radka Rosická              | ,       |
| Roumanie    | TVR1                                                                          | TVR1                           | TVR1                                           | Sonia Argint-Ionescu       | ,       |
| Roumanie    | Liana Stanciu et Radu Andrei Tudor                                            |                                |                                                | Sonia Argint-Ionescu       | ,       |
| Royaume-Uni | BBC Four                                                                      | BBC Four                       | BBC One                                        | Katrina Leskanich          | [ 150 ] |
| Royaume-Uni | Scott Mills et Mel Giedroyc                                                   | Scott Mills et Mel Giedroyc    | Graham Norton                                  | Katrina Leskanich          | [ 150 ] |
| Royaume-Uni | Non diffusées                                                                 | Non diffusées                  | BBC Radio 2                                    | Katrina Leskanich          | [ 151 ] |
| Royaume-Uni | Non diffusées                                                                 | Non diffusées                  | Ken Bruce                                      | Katrina Leskanich          | [ 151 ] |
| Saint-Marin | San Marino RTV                                                                | San Marino RTV                 | San Marino RTV                                 | Lia Fiorio et Gigi Restivo | [ 152 ] |
| Saint-Marin | Lia Fiorio et Gigi Restivo                                                    |                                |                                                | Lia Fiorio et Gigi Restivo | [ 152 ] |
| Serbie      | RTS1                                                                          | RTS1                           | RTS1                                           | Sanja Vučić                | [ 153 ] |
| Serbie      | Silvana Grujić et Olga Kapor                                                  |                                |                                                | Sanja Vučić                | [ 153 ] |
| Slovénie    | RTV SLO2                                                                      | RTV SLO2                       | RTV SLO1                                       | Katarina Čas               | [ 154 ] |
| Slovénie    | Andrej Hofer                                                                  |                                |                                                | Katarina Čas               | [ 154 ] |
| Suède       | SVT1                                                                          | SVT1                           | SVT1                                           | Wiktoria                   | [ 155 ] |
| Suède       | Måns Zelmerlöw et Edward af Sillén                                            |                                |                                                | Wiktoria                   | [ 155 ] |
| Suède       | SR P4                                                                         | SR P4                          | SR P4                                          | Wiktoria                   | [ 156 ] |
| Suède       | Carolina Norén, Björn Kjellman et Ola Gäverth                                 |                                |                                                | Wiktoria                   | [ 156 ] |
| Suisse      | (de) SRF zwei                                                                 | (de) SRF zwei                  | (de) SRF 1                                     | Luca Hänni                 | [ 157 ] |
| Suisse      | Sven Epiney                                                                   |                                |                                                | Luca Hänni                 | [ 157 ] |
| Suisse      | (fr) RTS Deux                                                                 | (fr) RTS Deux                  | (fr) RTS Un                                    | Luca Hänni                 | [ 157 ] |
| Suisse      | Jean-Marc Richard et Nicolas Tanner                                           |                                |                                                | Luca Hänni                 | [ 157 ] |
| Suisse      | (it) RSI La 2                                                                 | (it) RSI La 2                  | (it) RSI La 1                                  | Luca Hänni                 | [ 157 ] |
| Suisse      | Clarissa Tami et Sebalter                                                     |                                |                                                | Luca Hänni                 | [ 157 ] |
| Ukraine     | Pershyi                                                                       | Pershyi                        | Pershyi                                        | Zlata Ognévitch            | [ 158 ] |
| Ukraine     | Tetiana Terekhova et Andriy Horodyskyi                                        |                                |                                                | Zlata Ognévitch            | [ 158 ] |
| Ukraine     | Radio Ukraine                                                                 | Radio Ukraine                  | Radio Ukraine                                  | Zlata Ognévitch            | [ 159 ] |
| Ukraine     | Olena Zelinchenko                                                             |                                |                                                | Zlata Ognévitch            | [ 159 ] |

### Dans les autres pays
| Pays       | Diffuseur et commentateur(s)          | Diffuseur et commentateur(s) | Diffuseur et commentateur(s)                 | Réf.    |
| Pays       | Première demi-finale                  | Deuxième demi-finale         | Finale                                       | Réf.    |
| ---------- | ------------------------------------- | ---------------------------- | -------------------------------------------- | ------- |
| Chine      | Hunan Télévision                      | Hunan Télévision             | Hunan Télévision                             | [ 160 ] |
| Chine      | Lee Wei Song et Lee Shih Shiong       |                              |                                              | [ 160 ] |
| États-Unis | Non diffusées                         | Non diffusées                | Logo TV                                      | [ 161 ] |
| États-Unis | Non diffusées                         | Non diffusées                | Ross Mathews et Michelle Visage              | [ 161 ] |
| Groenland  | Non diffusées                         | Non diffusées                | KNR                                          | [ 162 ] |
| Groenland  | Non diffusées                         | Non diffusées                | Ole Tøpholm                                  | [ 162 ] |
| Kazakhstan | Khabar TV                             | Khabar TV                    | Khabar TV                                    | [ 163 ] |
| Kazakhstan | Kaldybek Zhaysanbaev et Diana Snegina |                              |                                              | [ 163 ] |
| Kosovo     | RTK 1                                 | RTK 1                        | RTK 1                                        | [ 164 ] |
| Kosovo     | Alma Bektashi et Agron Krasniqi       |                              |                                              | [ 164 ] |
| Slovaquie  | Non diffusées                         | Non diffusées                | Rádio FM                                     | [ 165 ] |
| Slovaquie  | Non diffusées                         | Non diffusées                | Daniel Baláž, Pavol Hubinák et Juraj Malíček | [ 165 ] |

### Audiences
Le Concours atteint, en 2017, 182 000 000 de téléspectateurs avec une audience moyenne de 36,2 %. Le nombre de téléspectateurs chute de 22 000 000 par rapport à l'édition précédente. La principale raison de cette baisse est le retrait de la Russie, qui n'a pas diffusé l'événement,. Le tableau ci-dessous résume les audiences dans différents pays diffuseurs :
| Pays        | Part d'audience | Téléspectateurs | Ref.    |
| ----------- | --------------- | --------------- | ------- |
| Allemagne   | 31,5 %          | 7 760 000       | [ 168 ] |
| Australie   | NC              | 541 000         | [ 169 ] |
| Autriche    | 44,5 %          | 896 000         | [ 170 ] |
| Belgique    | 17 %            | 1 744 956       | [ 171 ] |
| Bulgarie    | 39,4 %          | 650 000         | [ 166 ] |
| Chypre      | 57 %            | 136 170         | [ 172 ] |
| Croatie     | 16,3 %          | 666 500         | [ 173 ] |
| Danemark    | NC              | 1 213 000       | [ 174 ] |
| Espagne     | 28,4 %          | 4 056 000       | [ 175 ] |
| Estonie     | NC              | 157 000         | [ 176 ] |
| États-Unis  | 0,02 %          | 64 000          | [ 177 ] |
| Finlande    | NC              | 525 000         | [ 178 ] |
| France      | 26,3 %          | 4 700 000       | [ 179 ] |
| Hongrie     | 27,3 %          | 798 914         | [ 180 ] |
| Islande     | 98 %            | 150 000         | [ 166 ] |
| Italie      | 20,1 %          | 3 742 000       | [ 181 ] |
| Norvège     | 78 %            | 1 354 000       | [ 182 ] |
| Pays-Bas    | 26 %            | 4 067 000       | [ 183 ] |
| Pologne     | 24,9 %          | 2 700 000       | [ 184 ] |
| Portugal    | 57 %            | 2 500 000       | [ 185 ] |
| Tchéquie    | NC              | 155 000         | [ 186 ] |
| Roumanie    | 11 %            | 561 000         | [ 187 ] |
| Royaume-Uni | 35,2 %          | 6 700 000       | [ 188 ] |
| Slovénie    | 8,8 %           | 166 600         | [ 189 ] |
| Suède       | NC              | 2 849 000       | [ 190 ] |
| Suisse      | 24,2 %          | 272 000         | [ 191 ] |
| Ukraine     | 18,8 %          | 1 500 000       | [ 166 ] |